# Smart Fortwo

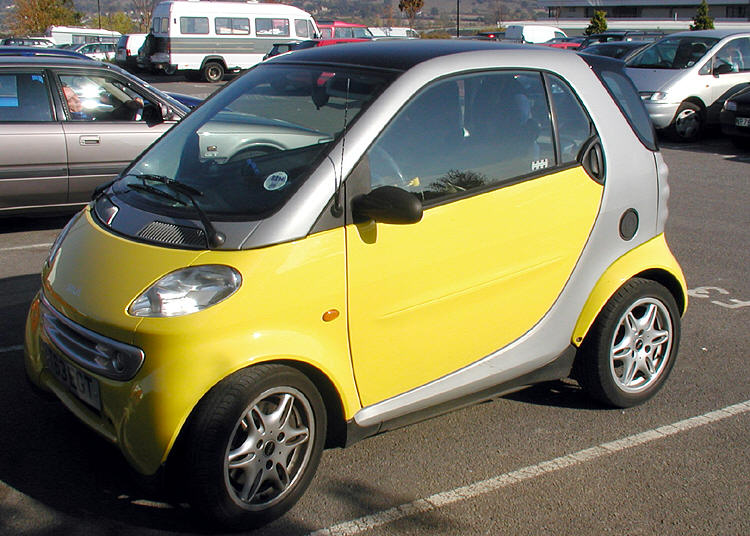
Model Bristol

El  Smart Fortwo  és un microcotxe biplaça produït pel fabricant alemany Smart des de l'any 1998. Existeix en versions coupé (anomenada comercialment city-coupé) i descapotable (cabrio). Els seus panells de carrosseria són desmuntables, per la qual cosa es pot canviar el color de la carrosseria en minuts.

## Història
El Smart City Coupé, un cotxe de dues places i 2.5 m de llarg, més tard anomenat Smart Fortwo, es va anunciar al Saló de l'Automòbil de París de 1998. Va ser l'inici d'una nova marca de cotxes i un dels conceptes per a vehicles més radicals arribats al mercat europeu des dels cotxes bombolla dels anys cinquanta del passat segle, com l'Isetta. Va ser també l'inici d'una etapa difícil per Smart. El City Coupé tenia problemes d'estabilitat que no van ser descoberts fins poc abans del seu llançament. Això va obligar a realitzar un conjunt de modificacions que van resultar molt cares i van dificultar el maneig del volant i del canvi de marxes. La preocupació del públic sobre l'estabilitat del cotxe, juntament amb el màrqueting elitista de Smart i el disseny radical del cotxe van resultar perjudicials per a les vendes inicials del cotxe. Els plans de producció van haver de ser retallats de les 200.000 unitats anuals a només 80.000, vorejant el desastre per a una nova marca que només tenia un producte.
A l'interior de la companyia, els sermons publicistes que havien envoltat el llançament del radical City Coupé aviat van desaparèixer. Amb nova direcció, noves iniciatives de màrqueting i revisions interminables de l'enginyeria del cotxe per tranquil·litzar el públic, els plans de futurs vehicles, inclòs el desenvolupament d'un model de quatre places, no havien avançat molt.

## Disseny

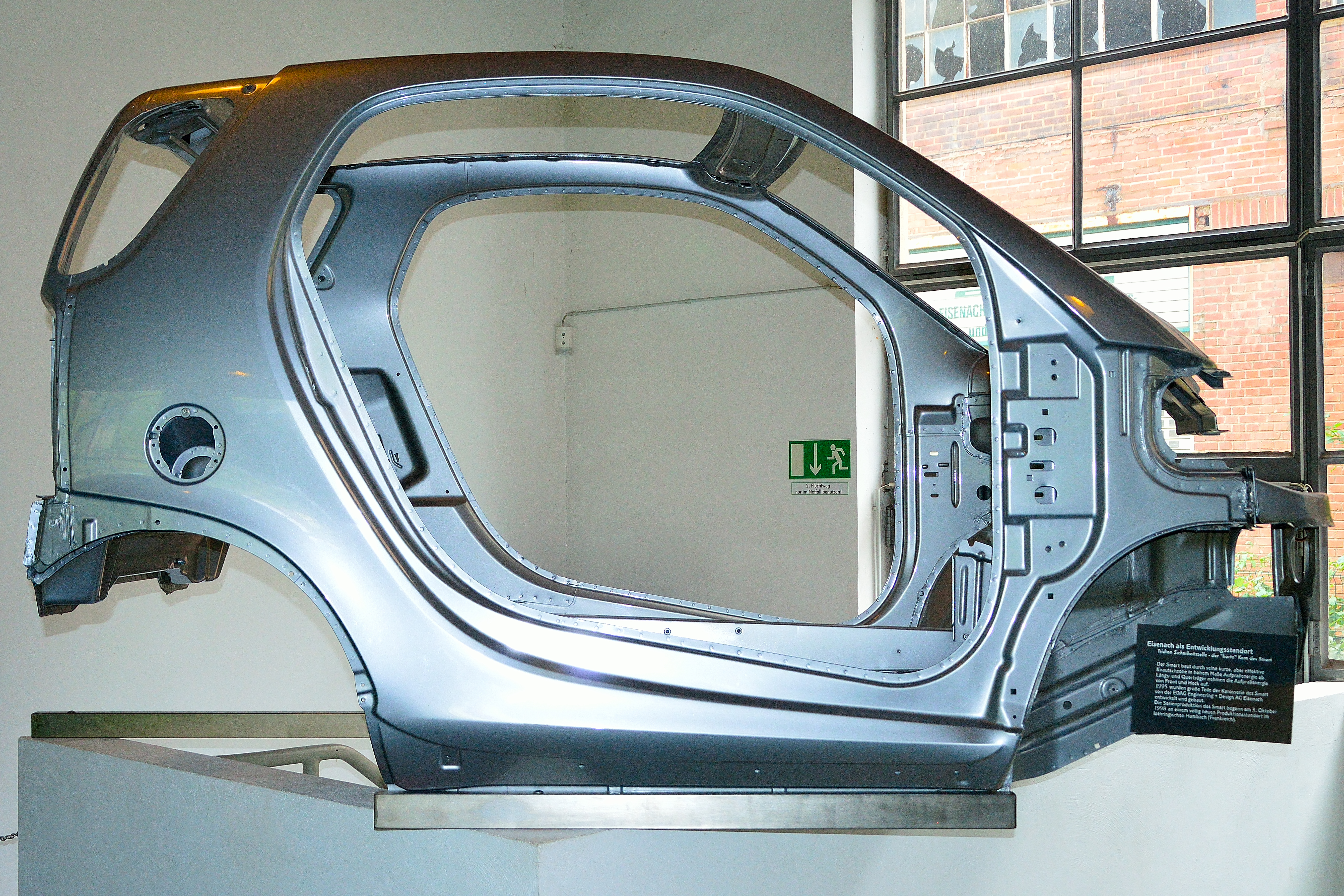
Cèl·lula de seguretat semiesfèrica d'acer Tridion

El Fortwo destaca pels seus 2.5-metre (8.2 ft) - 2.69-metre (8.8 ft) longitud total, seients amb punt H alt, seients desplaçats per al passatger i el conductor (a la primera i segona generació, el seient del passatger es troba 15 centímetres més enrere que el del conductor), transmissió manual automatitzada (1a i 2a generació), Suspensió posterior del tub De Dion, baixes emissions de CO 2 (119 grams per quilòmetre, Amèrica del Nord, 1,0 litres), escotilla posterior de dues parts, panells de carrosseria de plàstic intercanviables i una cèl·lula de seguretat semiesfèrica d'acer destacada, que es comercialitza com el Tridion cel·la i es pot ordenar en un color contrastat amb els panells de la carrosseria del vehicle.

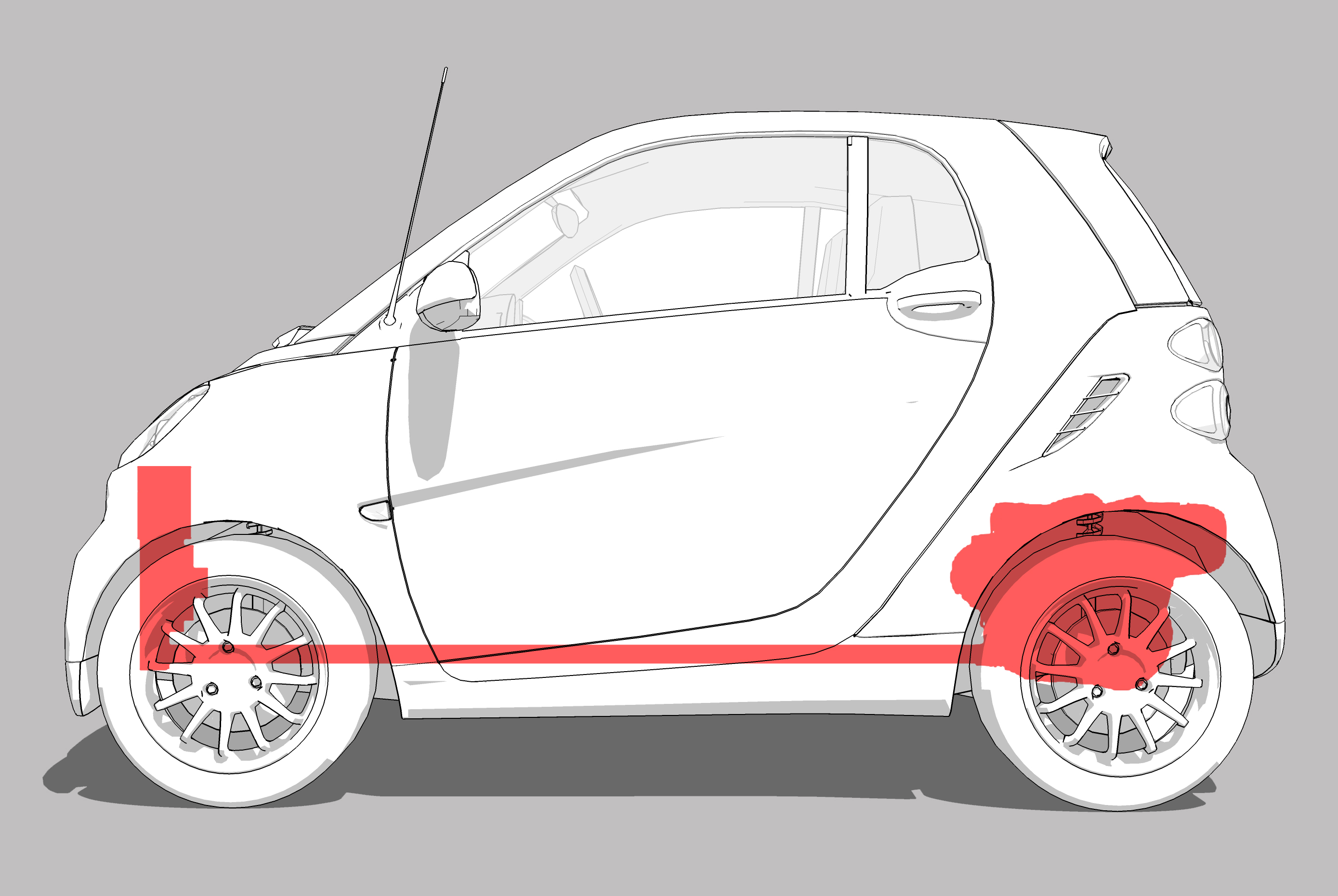
Ubicacions del motor posterior i del sistema de refrigeració al davant, a l’Smart Fortwo.

Els models Fortwo es fabriquen a Smartville —una planta de muntatge dedicada a Daimler a Hambach, França— en estils de carrosseria Coupé (és a dir, hatchback) i Cabrio (és a dir, convertible), cadascun en una configuració mono-caixa.
Smartville va experimentar una actualització de 200 milions d’euros a partir de mitjan 2013 per a la tercera generació.
Amb la segona generació, Smart va introduir una versió amb arrencada-parada automàtica, comercialitzada com a MHD o Micro-Hybrid Drive, que només s’ofereix en determinats mercats. Un model esportiu, comercialitzat com el model Brabus, ha estat disponible en ambdues generacions, i Daimler va introduir el Smart Electric Drive, una versió totalment elèctrica, el 2007. El Fortwo constitueix la base de la flota Car2go de Daimler, l'empresa de cotxes compartits més gran del món.
El 2002, el Museu d’Art Modern de Nova York (MoMa) va introduir un Fortwo de primera generació a la seva col·lecció permanent (l’únic vehicle que s’incloïa a la col·lecció mentre encara estava en producció en sèrie), i el 2014 el Fortwo fou elegit Millor Microcar per cinquè any consecutiu pels lectors de l'edició xinesa d’ Auto, Motor und Sport. En el moment del seu llançament comercial, la variant de motor dièsel Smart Fortwo, la Cdi, tenia les emissions de diòxid de carboni més baixes per a un motor de combustió interna, amb un cicle NEDC de 88 g / km.

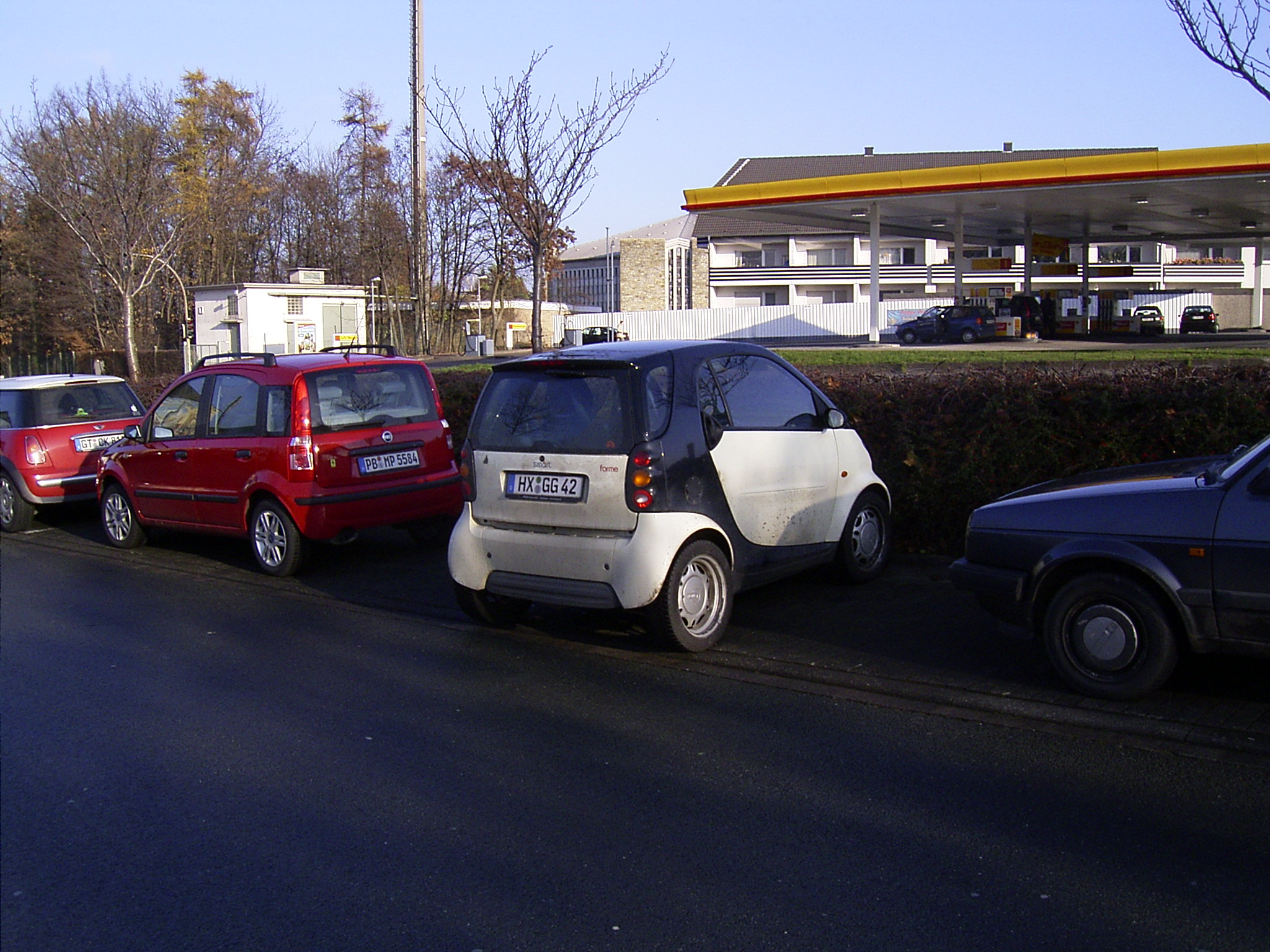
Un exemple d’aparcament compacte

Auto, Motor und Sport cita un coeficient d’arrossegament (Cd) de 0,35 i Alles Auto cita un Cd de 0,345 per a la segona generació de la sèrie W451

### Transmissions
Els models Fortwo de primera i segona generació utilitzen una transmissió manual automatitzada, dissenyada i fabricada per Getrag, on l'embragatge es controla per ordinador mitjançant electrohidràulica, eliminant la necessitat d’un pedal d’embragatge. La primera generació va utilitzar una versió de sis velocitats i la segona generació va utilitzar una versió de cinc velocitats, el model 5AMT130. L'entrada de la palanca de canvis muntada al terra o de les pales opcionals muntades al volant controla un embragatge de servoacció i una caixa de canvis manual automatitzada. El vehicle es pot conduir en mode automàtic (els primers models tenien l'opció de mode completament automàtic o "punta suau" estàndard, que era el mode manual indicat per cap botó del canvi de marxa) o en mode semi-automàtic (semiautomàtic) mitjançant pal - canvis, on l'operador controla els punts de canvi però no pot ajustar ni ajustar la velocitat de l'embragatge.
Des del 2009, el programari de transmissió revisat va permetre canvis de marxa més suaus i ràpids. El programari, disponible mitjançant una actualització de l'ECU, també es va posar a disposició dels cotxes de segona generació del 2008, amb una bateria nova segons calgués.
Els models de tercera generació reben una transmissió manual de cinc velocitats o una transmissió automàtica de doble embragatge.

### Aparcament
Amb una longitud total (primera generació: 2,5 m (98,4 in)) aproximadament igual a l’amplada de l'espai d’estacionament normal, un Smart Fortwo pot aparcar perpendicularment en espais dissenyats normalment per a estacionament en paral·lel, cosa que permet a dos Smarts estacionar en un mateix espai, una forma d’estacionament no admesa a moltes jurisdiccions de tot el món Àustria, Nova Zelanda i Califòrnia).

### Seguretat
La carrosseria de l'Smart Car revela de manera clara, un disseny funcional i modular. El marc de color negre, titani o platejat d'acer d'alta resistència, conegut com la «Cèl·lula de Seguretat Tridion»  (Tridion Safety Cell)  és l'esquelet del vehicle i li dona la seva força inherent. L'acer està recobert amb pintura en pols, molt menys perjudicial per al medi ambient que els processos de pintura convencional. Els panells multicolors de plàstic reciclat de la carrosseria són fàcilment intercanviables, inoxidables i pràcticament resistents a bonys. En situar el motor per sota dels passatgers, l'espai es conserva i els seients estan situats més amunt.
Des del punt de vista de la seguretat passiva, l'Smart Fortwo aporta una solució única, dictada per la seva petita mida. No presenta zones d'absorció d'impactes, com qualsevol altre cotxe modern, sinó que tot el cotxe és una cèl·lula de supervivència molt rígida ("Tridion" és el seu nom comercial). Aquesta activa les zones d'absorció del cotxe contra el qual eventualment pugui arribar a col·lidir. Aquesta solució tècnica funciona acceptablement (encara que amb unes desacceleracions brusques per als passatgers) en cas de col·lisió contra un altre vehicle. Tanmateix, el seu funcionament és qüestionable si un Fortwo arribés a col·lidir amb un altre obstacle rígid.
Durant un temps es va produir una versió "extrema" anomenada Crossblade, sense sostre i amb portes buides.

## Primera generació (W450, 1998-2007)
La sèrie W450 de primera generació, que es va estrenar el 1998, va rebre un canvi de cara el 2002.

### Motoritzacions
- 0.6 (0.599) turbo gasolina 45 cv
- 0.6 (0.599) turbo gasolina 54 cv
- 0.6 (0.599) turbo gasolina 61 cv (PULSE)
- 0.6 (0.599) turbo gasolina 71 cv BRABUS
- 0.7 (0.698) turbo gasolina 61 cv
- 0.7 (0.698) turbo gasolina 75 cv BRABUS
- 0.8 (0.799) CDI diesel 41 cv

Totes les motoritzacions tenien una caixa de transmissió manual robotitzada de 6 velocitats (en els 0.7 més evolucionada que en els 0.6 i en les variants Brabus, 0.6 i 0.7, amb un desenvolupament més tancat) .

### Estalvi de motor i de combustible
Els motors estan turboalimentats amb tres cilindres . Originalment, el motor bàsic de gasolina era de 599 cc, i venia en tres versions: 45 CV (33 kW), 51 CV (38 kW) i 61 CV (45 kW). La cilindrada del motor es va augmentar a 698 cc amb el lifting facial el 2002, el 37 kW (50 CV) i 45 kW (61 hp) variants. El motor turbo-dièsel en tenia 799 cc desplaçament donant 30 kW (41 CV).

### Smart Facelift (2003-2007)
El gener de 2003, la versió revisada de 2a generació de l Smart Fortwo va aparèixer amb un motor de gasolina més gran amb una cilindrada de 698 cm³, una potència de 37 kW (50 CV) o 45 kW (61 CV) i un ESP ampliat amb intervenció de frenada en rodes individuals. Una vegada més, es va revisar el xassís i es va elevar la carrosseria en 10 mm, perquè l'ESP compensava ara les influències dinàmiques del centre de gravetat més alt. El coeficient d’arrossegament del cotxe és de 0,37.

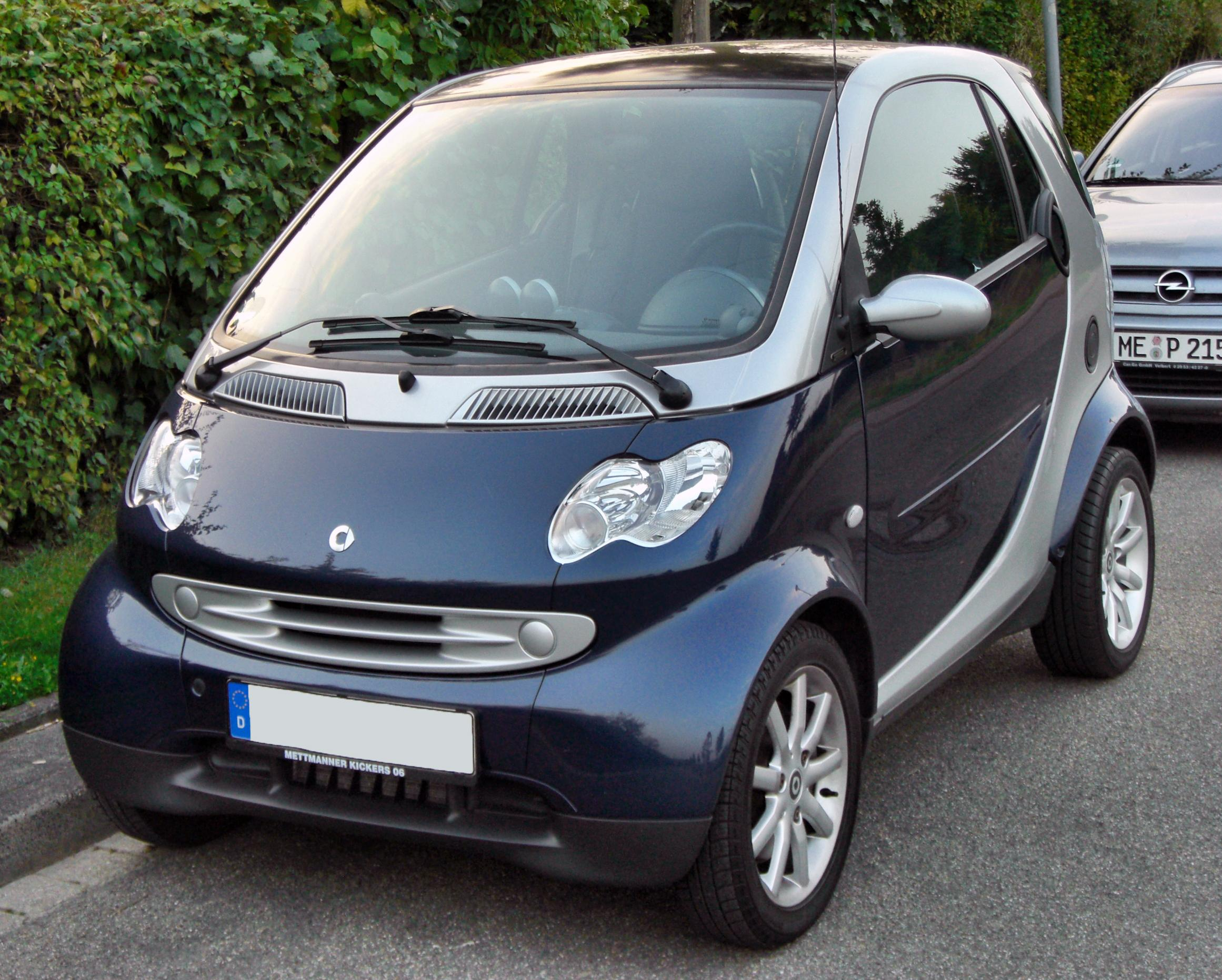
Smart Fortwo (2003–2007)
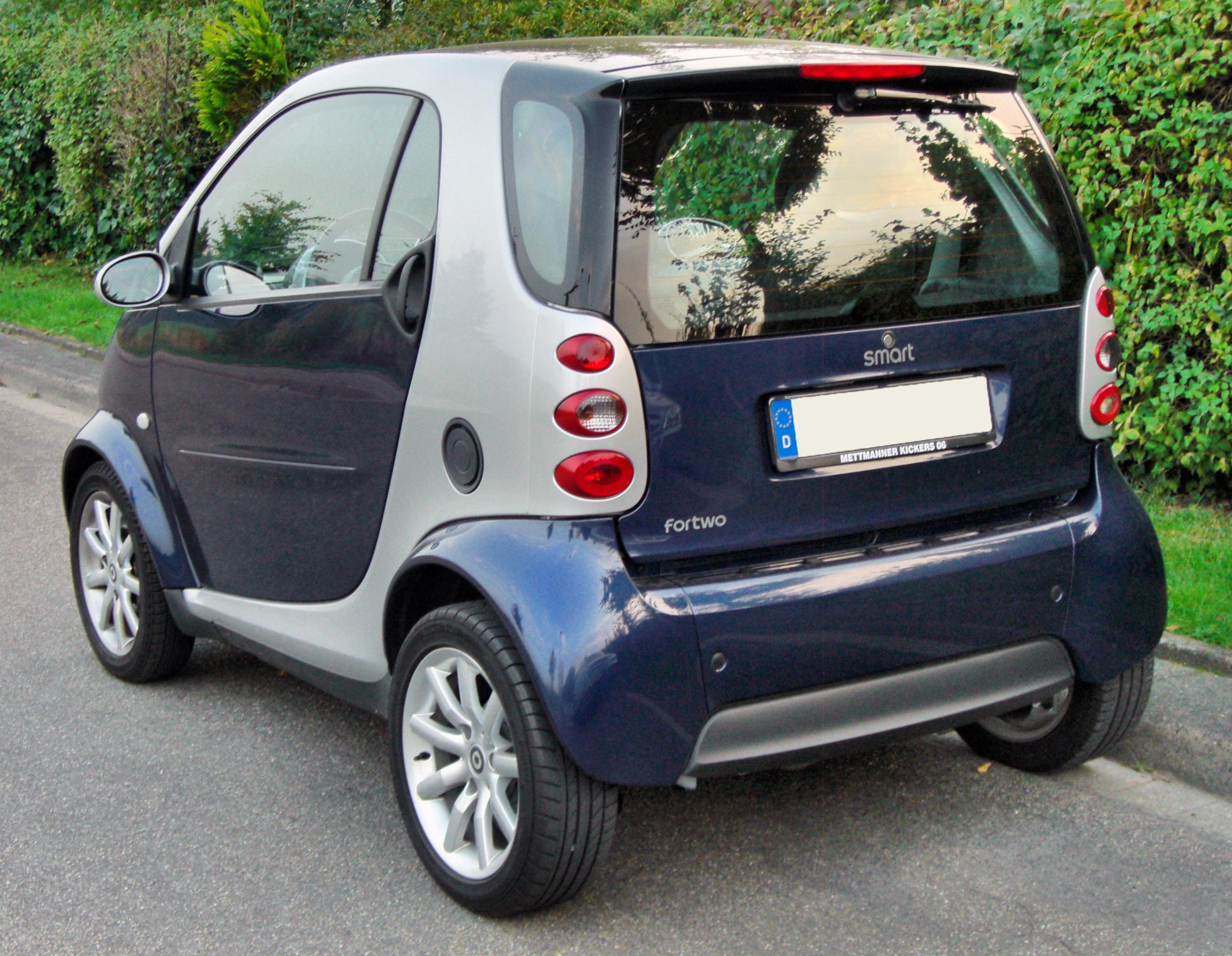
Facelift 2003

### Dades tècniques

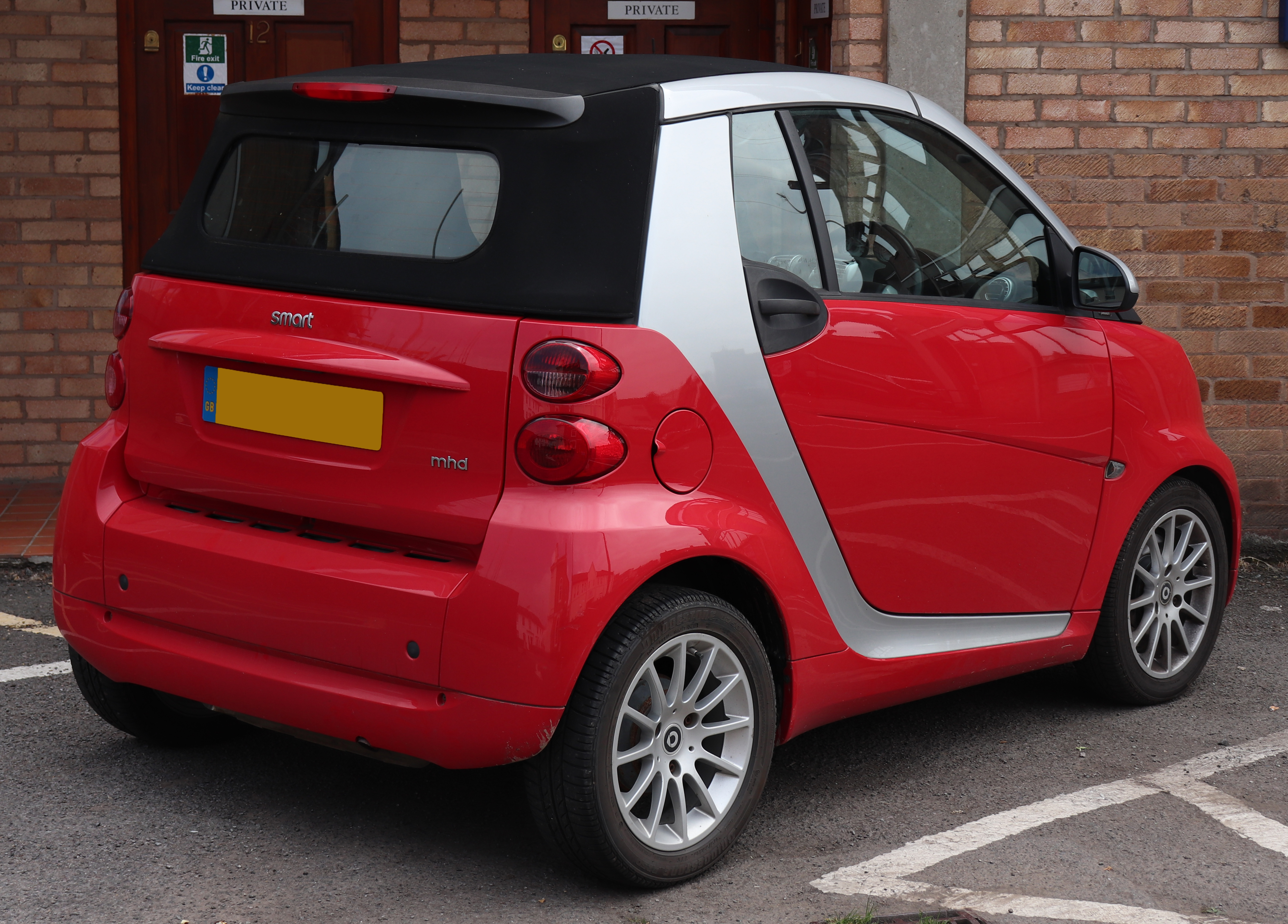
Smart Fortwo Passion cabrio

| Model                | Cilindres | Cubicatge | Potència                     | Parell motor          | Any       |
| gasolina             | gasolina  | gasolina  | gasolina                     | gasolina              | gasolina  |
| -------------------- | --------- | --------- | ---------------------------- | --------------------- | --------- |
| smart city-coupé     | 3         | 599 cm³   | 33 kW (45 PS) bei 5250 min−1 | 70 Nm bei 3000 min−1  | 1998–2003 |
| smart city-coupé     | 3         | 599 cm³   | 40 kW (55 PS) bei 5250 min−1 | 80 Nm bei 3000 min−1  | 1998–2001 |
| smart city-coupé     | 3         | 599 cm³   | 45 kW (61 PS) bei 5250 min−1 | 88 Nm bei 2250 min−1  | 2001–2003 |
| Smart                | 3         | 698 cm³   | 37 kW (50 PS) bei 5250 min−1 | 80 Nm bei 1800 min−1  | 2003–2006 |
| Smart                | 3         | 698 cm³   | 45 kW (61 PS) bei 5250 min−1 | 95 Nm bei 2000 min−1  | 2003–2006 |
| Smart Brabus         | 3         | 698 cm³   | 55 kW (75 PS) bei 5250 min−1 | 110 Nm bei 3000 min−1 | 2003–2006 |
| Diesel               |           |           |                              |                       |           |
| smart city-coupé cdi | 3         | 799 cm³   | 30 kW (41 PS) bei 4200 min−1 | 100 Nm bei 1800 min−1 | 1999–2002 |
| Smart cdi            | 3         | 799 cm³   | 30 kW (41 PS) bei 4200 min−1 | 100 Nm bei 1800 min−1 | 2004–2006 |

## Fortwo 450 Brabus

### Models
El Fortwo està disponible com a coupé o cabriolet, originalment anomenat "city-coupé" i "City Cabrio", ara el "Fortwo" i el "Fortwo Cabrio", introduït el 2000 i restablert el 2002. Els nivells de retallada inclouen el pur, el pols i la passió. Els models purs estan equipats amb el sistema d’àudio estàndard però res més; Els models Pulse estan equipats amb llantes d’aliatge, sostre de vidre panoràmic i palanquers al volant (2004+); i, finalment, els models Passion estan equipats amb aire condicionat i capacitat per seleccionar entre caixa de canvis totalment automàtica i seqüencial.
- Limited 1 : la primera edició limitada de la qual es van fabricar 7500, tot a mà esquerra. Es va llançar al llançament original el 1998. Tenia una cèl·lula Tridion negra i panells de cos blancs. També tenia rodes d'aliatge, una insígnia Limited 1 i un interior blau amb acabats de pell de color beix. Se li subministrava un certificat que mostra quins números del 7500 i una placa amb aquest número a sota del parabrisa a l'interior.
- SE : Aquesta va ser la segona edició limitada que va fer smart; es va vendre a mitjans del 2001 (Mk5) i tots eren a mà esquerra. Totes eren les especificacions Pulse amb un volant redissenyat, tacte suau, aire condicionat, canviador de CD i portabebes de sèrie. La potència del motor es va augmentar a 61BHP respecte al 55BHP estàndard que s’aplicava normalment al Pulse als vehicles G1 de 600cc. Va ser designat per una insígnia SE a la bota i es va vendre en Bay Grey amb interior gris i teixit de color blau fosc.
- CDI : té el motor dièsel d'injecció directa de carril comú de producció més petit del món. Amb un consum de 3,3 litres (NEDC) per cada 100 quilòmetres (71,2 mpg) i unes emissions de CO ₂ de només 88 grams per quilòmetre, té les emissions de CO 2 de producció actuals més baixes del món, ja que Audi i Volkswagen van retirar els seus cotxes de 3 cilindres, l’ A2 1.2 TDI i el Lupo 1.2 TDI respectivament.[17]
- Crossblade : una variant d’edició limitada del City Cabrio del 2002, un roadster sense parabrisa, sostre ni portes convencionals. El seu pes encara era de 740 quilograms (1,630 lb). El motor sintonitzat Brabus en va desenvolupar 52 kW (71 PS) des del seu 599 motor cc. Després que Robbie Williams va comprar Crossblade número 008, Smart va començar una associació de màrqueting amb ell, usant-lo per promocionar la marca i el nou Forfour.
- Crosstown : un descapotable amb un parabrisa plegable basat en el Fortwo, es va presentar a IAA Frankfurt el 2005. No s’ha anunciat cap pla per portar aquest model al mercat.
- Nightrun : inclou panells d’instruments, volant, paletes, palanca de canvis, llantes d’aliatge Monoblock VI, seients de cuir i actualització del motor de Brabus. Edition Nightrun només està disponible amb el Fortwo coupé / Cabrio.
- Truestyle : pintat en vermell robí metàl·lic, disponible en acabat pur.
- i-move : una edició especial de 70 Fortwo Cabrio, basada en les especificacions de Passion Cabrio amb rodes Brabus Monobloc VI, revestiment interior de cuir, panells Lite White, un bressol per a iPod amb edició especial de 20 Gb 3G i una placa d’alumini al tauler ha confirmat el seu estat d’edició especial.
- Concepte Forfun2 : una versió off-road del Fortwo presentada al Saló de l’Atenes de 2005 pel campió grec de ral·li 4x4 Stefan Attart. Combina la carrosseria d’un Fortwo amb el xassís i la transmissió d’un Unimog. Es mostra com un camió monstre de 26-polzada (66 cm) rodes embolicades en 1.4-metre (4.6 ft) pneumàtics de diàmetre i claus de bobina on se suposa que hi ha les rodes posteriors del Fortwo.[18][19]
- Brabus : el 2003 Smart i Brabus van introduir la versió desenvolupada conjuntament del Fortwo amb el motor de 698cc. En tenia 75 PS (55 kW; 74 hp) de potència i 110 Nm de parell. Estava disponible tant en versions coupé com en convertibles. També comptava amb rodes més amples, spoiler i reixa davanters revisats, i un escape posterior revisat.
- K : llançat a l'octubre del 2001, exclusivament per al mercat japonès. Va ser dissenyat per adaptar-se a la normativa japonesa de vehicles kei mitjançant l'adopció de parabolts posteriors especialment desenvolupats i reduint l'amplada de la via i les dimensions dels pneumàtics i l'amplada reduïda a 1,47. m. La cilindrada del motor es manté sense canvis a 598 cc, tal com s’especifica a la norma. Les característiques de seguretat inclouen ESP (Programa d’estabilitat electrònica) i BAS (sistema d’assistència al fre) de sèrie. El Smart K també facilita el procediment d’arrencada amb l’ assistència d’inici de pujada que facilita l’arrencada per pistes.[20] El Smart K es va deixar de fabricar el novembre de 2004.[21][22]
- Edició Fortwo Limited One : amb panells especials de cos gris metàl·lic; cèl·lula de plata Tridion; pell marró per als seients, el volant i la palanca del canvi, juntament amb estores de terra a joc. El model va suposar el llançament de la sèrie de versions W451.

### Galeria

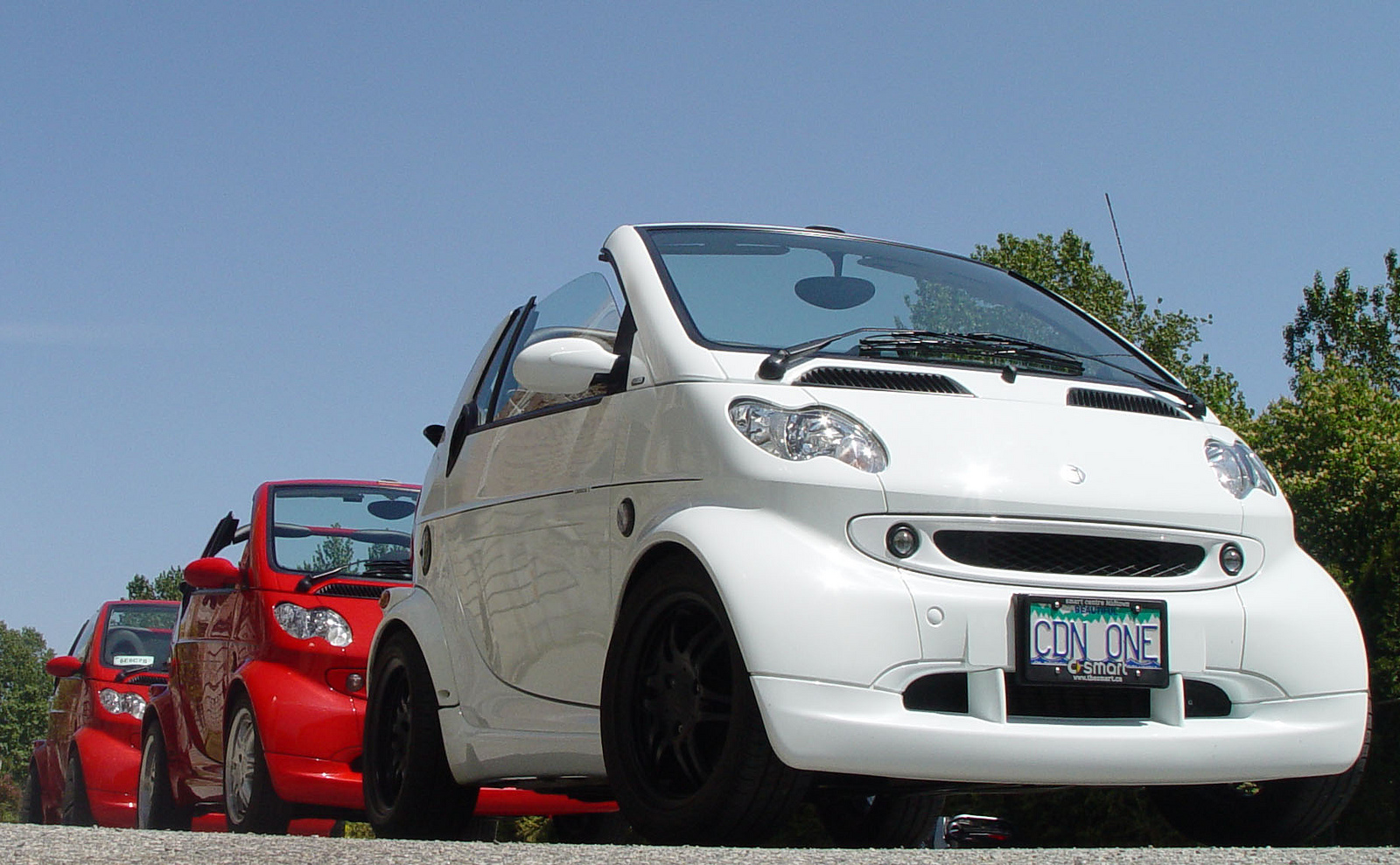
Un dels quatre cotxes BRABUS Canada 1 cdi al Canadà
Coupé
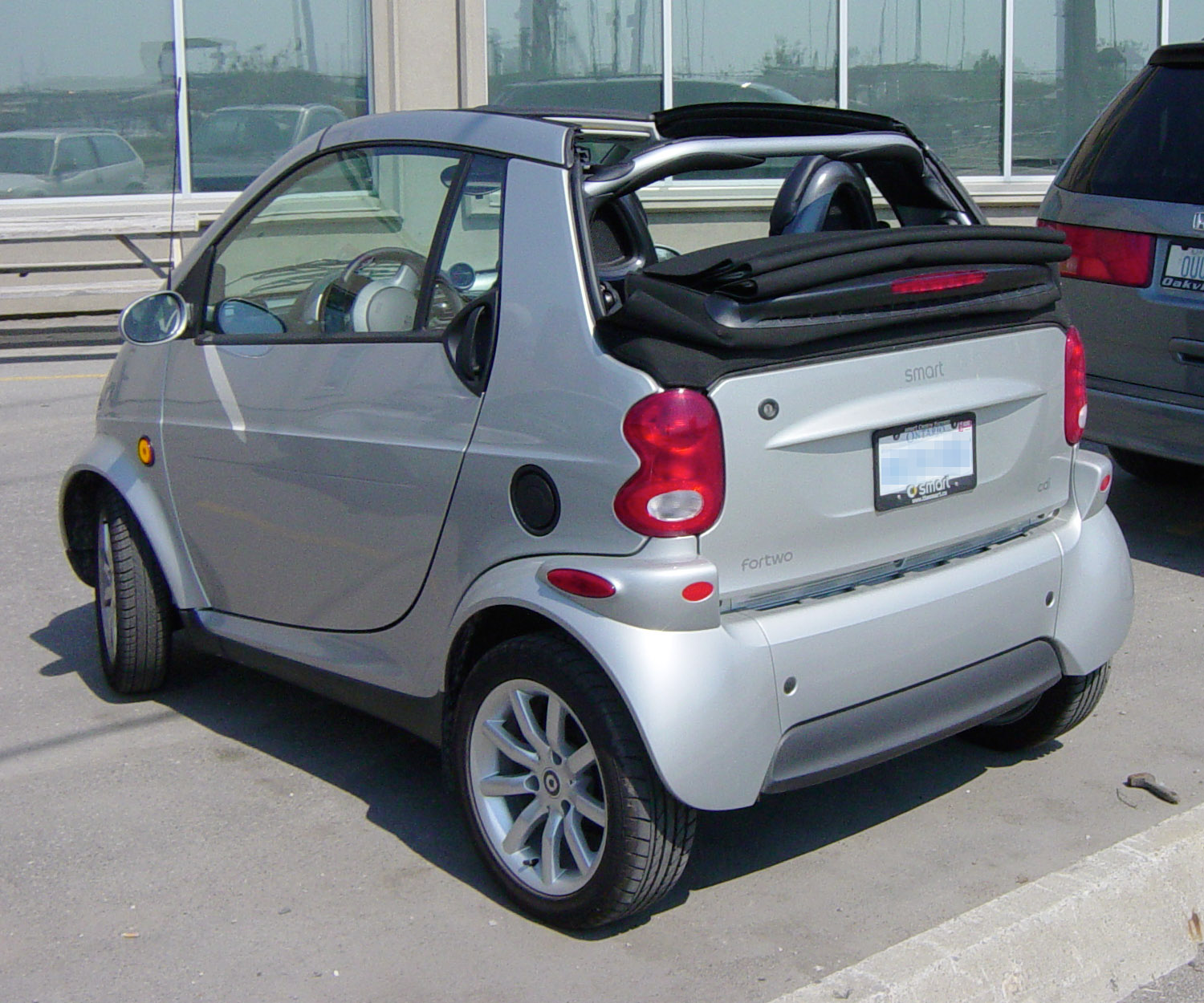
Descapotable
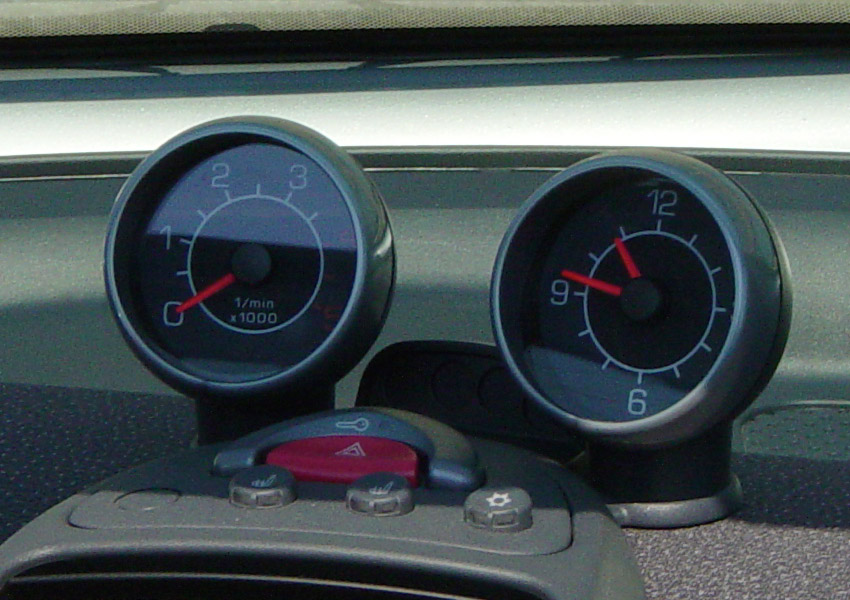
Tacòmetre de generació 450 i rellotge
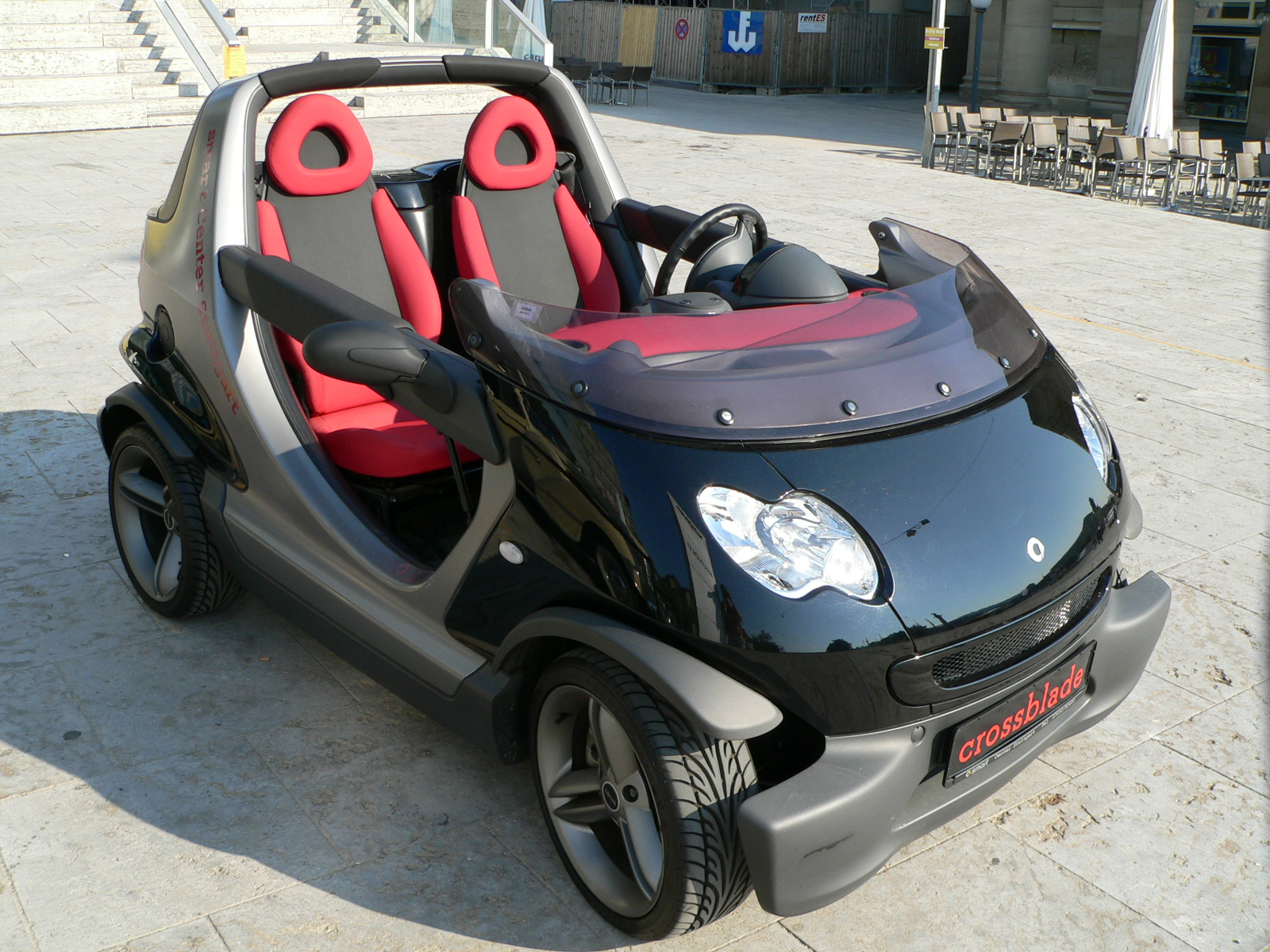
Smart Crossblade
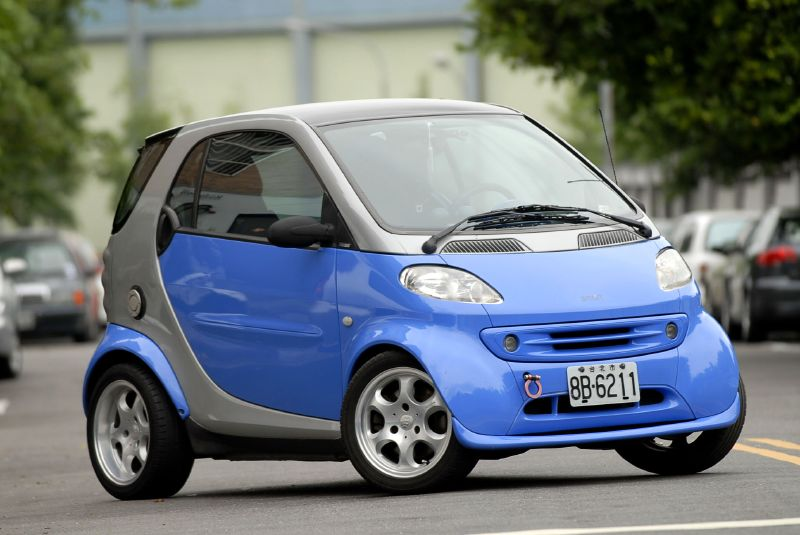
2002 Smart Fortwo BRABUS
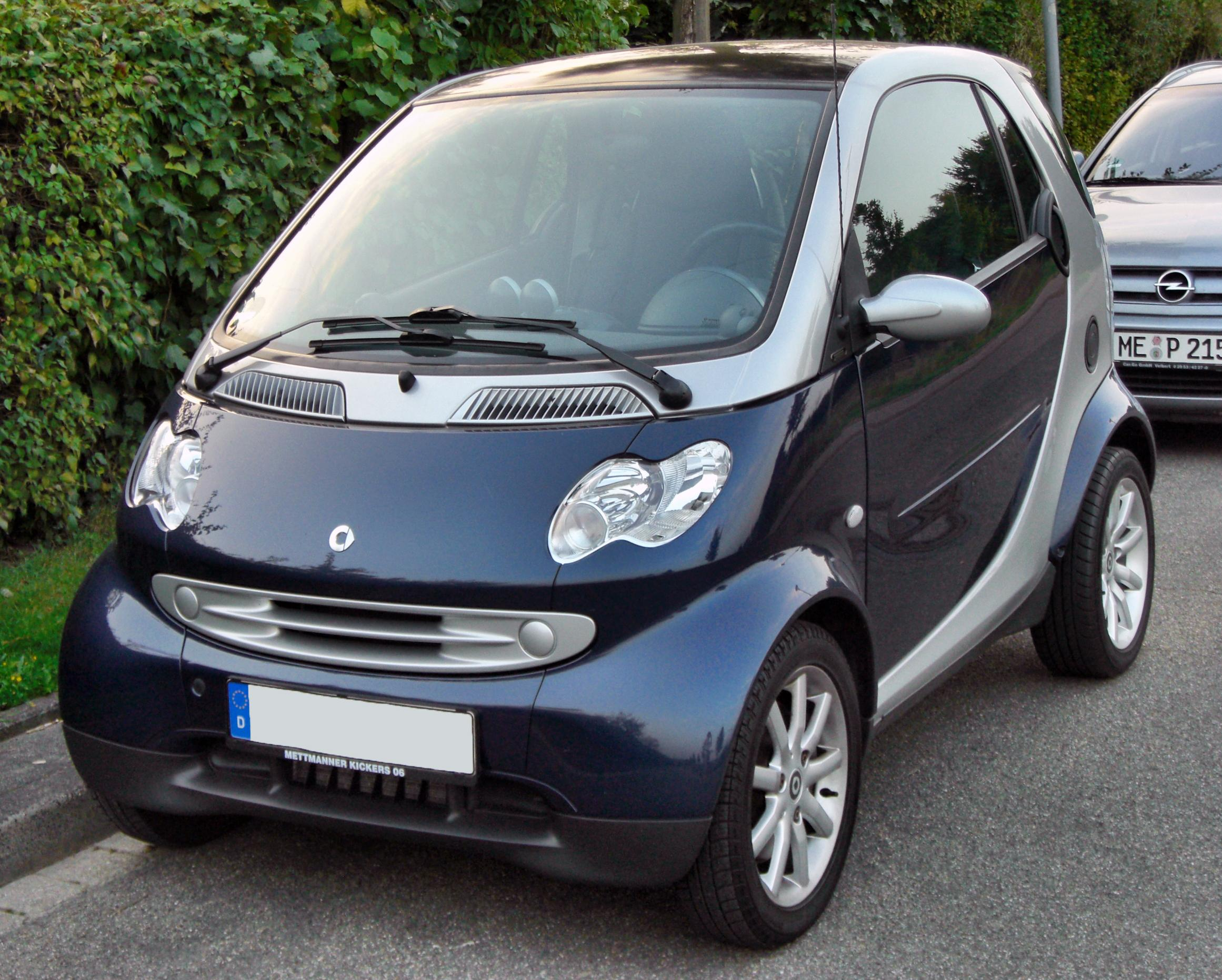
2002 lifting facial
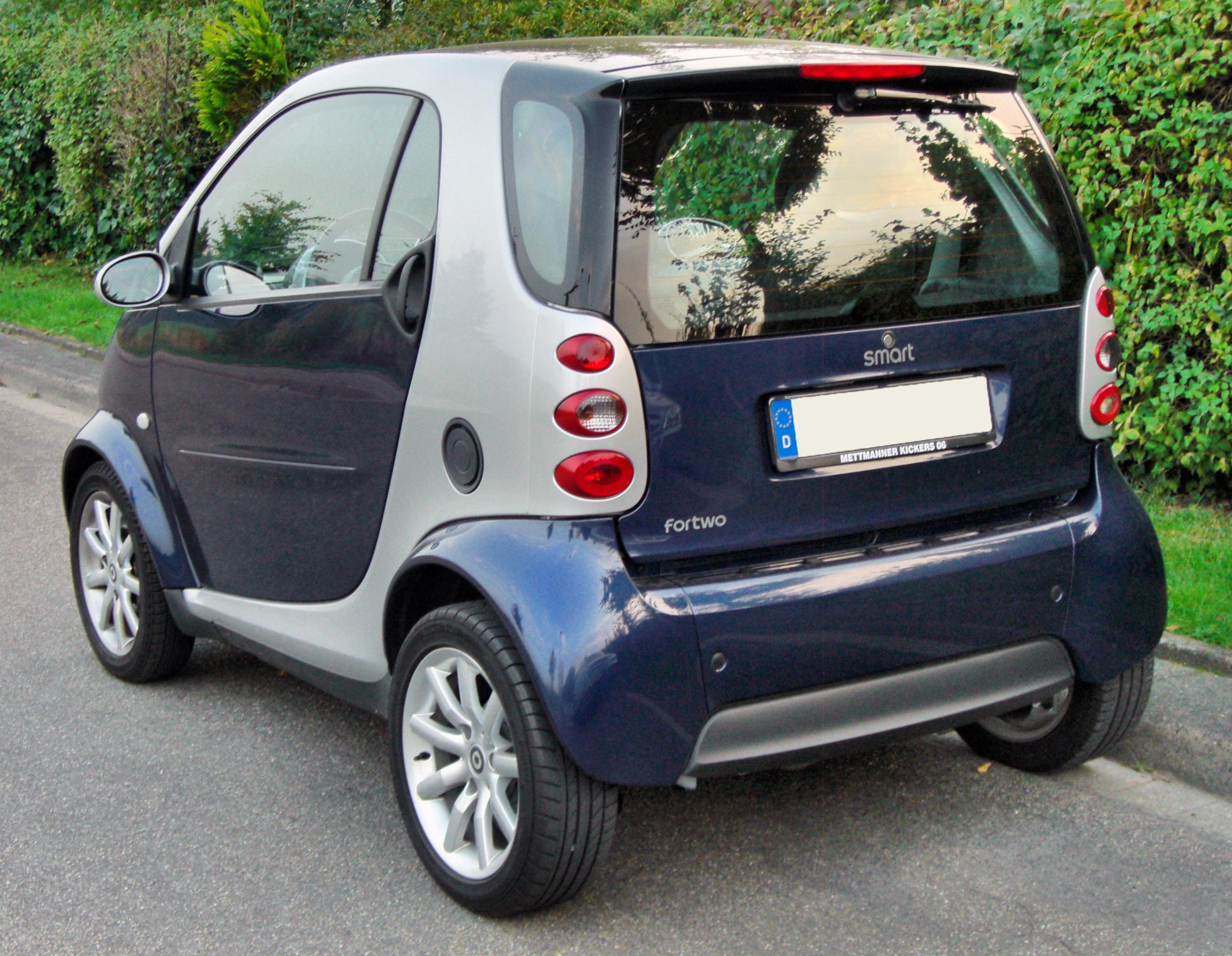
2002 lifting facial
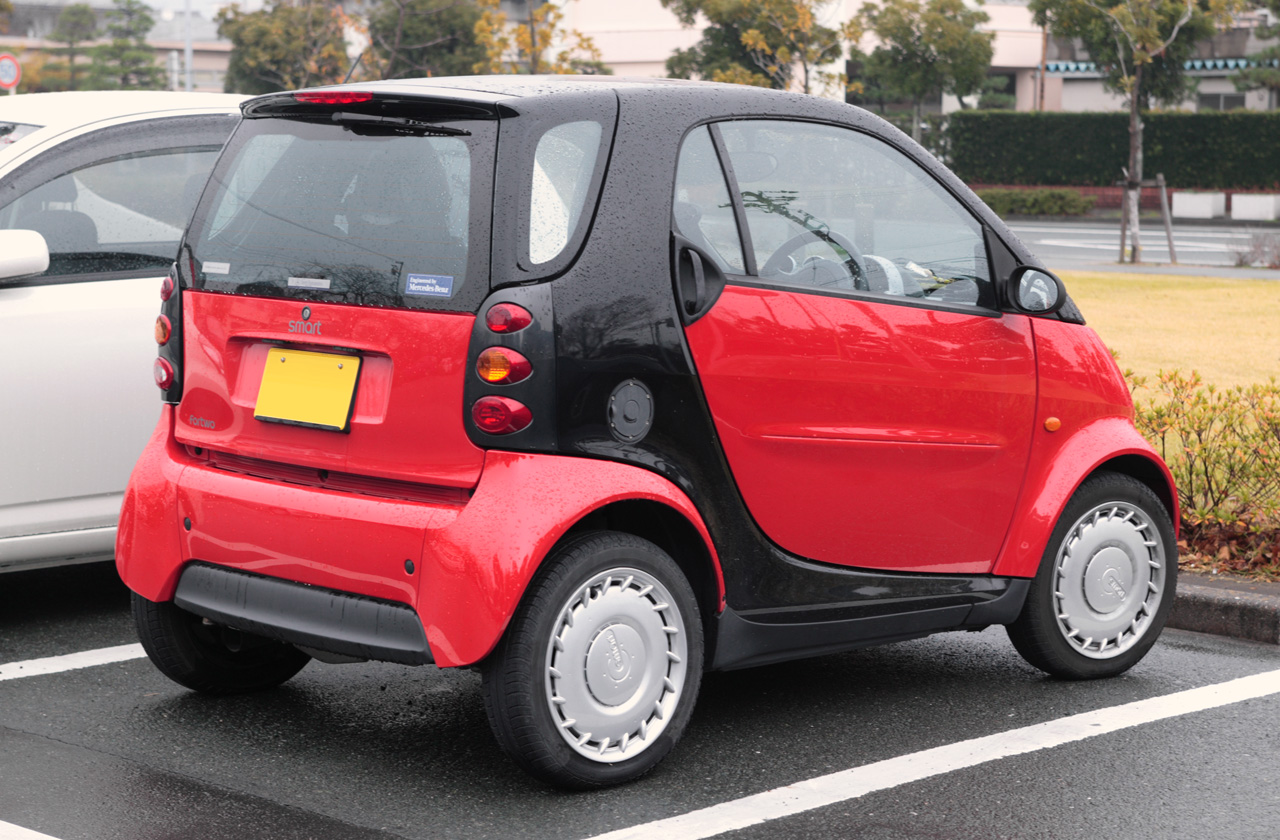
Mercat japonès Smart K

## Segona generació (W451, 2007-2014)

### Motoritzacions
- 1.0 gasolina 76 cv
- 0.898 turbo gasolina 100 cv
- 1.0 turbo gasolina BRABUS 102 cv
- 0.8 CDI diesel 54 cv

Totes les motoritzacions tenien una caixa de transmissió manual robotitzada de 5 velocitats (en els 0.7 més evolucionada que en els 0.6 i en les variants Brabus, 0.6 i 0.7, amb un desenvolupament més tancat) .
La segona generació, la sèrie de construcció W451 (internament: C 451, Coupé - A 451, Cabrio), es va presentar al novembre del 2006; la seva longitud va augmentar en 200 mm a 2,690 mm (106.1 in) i que ofereix un rendiment de bloqueig millorat. La segona generació va conservar els panells de plàstic intercanviables, així com la destacada cel·la de seguretat d’acer exposada i rígida, que és un acer al 50% d’alta resistència, galvanitzat en calent i recobert de pols i comercialitzat com a Tridion .
La gamma va rebre un lleuger canvi de cara interior per al model del 2011 amb airbags de genoll estàndard, nou quadre d’instruments, retall de tela més extens per a la part superior del tauler d’instruments, reixetes de forat circular en lloc de rectangulars, sistema multimèdia opcional amb pantalla de 6,5 polzades i sistema d’àudio envoltant de so opcional. Per a l'any model 2013, tots els Fortwos van rebre un canvi de cara exterior menor amb facies inferiors revisades, davantera i posterior, i un emblema de marca reubicat situat a l'interior en lloc de sobre la reixa frontal.
La segona generació del Fortwo va continuar sent el cotxe de producció més lleuger a la venda a Europa.
El 999 El motor I3 Mitsubishi 3B2 cc (del 2007 en endavant) s’ofereix en versions amb admissió normal i turbo. L'empresa de tuning alemanya Brabus, en una empresa conjunta amb Smart, ha desenvolupat una versió d’alta potència del turbo d’1,0 litres, que produeix 102 PS (75 kW; 101 bhp), originalment disponible només a Europa, però ara disponible en altres llocs. Un petit motor turbo dièsel de tres cilindres de 0,8 litres de common rail fabricat per Mercedes estava disponible a la majoria dels mercats europeus.
Les proves de consum de combustible de la UE per al cicle combinat valoren l’1,0 litres mhd en 65.7 mpg-imp (4.30 L/100 km; 54.7 mpg-US) , el turbo a 57.6 mpg-imp (4.90 L/100 km; 48.0 mpg-US) i 85.6 mpg-imp (3.30 L/100 km; 71.3 mpg-US) per al gasoil. L’ Agència de Protecció Ambiental dels Estats Units (EPA) valora l’1,0 litre en 36 mpg-US (6.5 L/100 km; 43 mpg-imp) combinat (l'EPA no ofereix cap classificació per al motor dièsel).
Al Saló de l'Automòbil de Frankfurt del 2007, Smart va debutar amb la versió "micro híbrida" (MHD) del Fortwo, que posteriorment es va llançar al Regne Unit el 2008. La tecnologia compta amb un sistema d’ arrencada-parada automatitzat i un generador d’arrencada accionat per corretja, que substitueix l’arrencador i l’alternador. El sistema genera electricitat per carregar la bateria quan el conductor frena i talla automàticament el motor quan la velocitat baixa per sota de 5 mph (8 km/h). Smart reclama una millora de l'eficiència de combustible del vuit per cent des de les 50 milles per galó d'EUA (4.7 L/100 km; 60 mpg-imp) fins a gairebé 55 milles per galó d'EUA (4.3 L/100 km; 66 mpg-imp) al cicle de transmissió NEDC lent, amb una reducció de les emissions de diòxid de carboni de 112 a 103 g / km. Això es va millorar encara més fins a 97 g / km el 2010. La versió mhd del Fortwo no està disponible als Estats Units ni al Canadà.

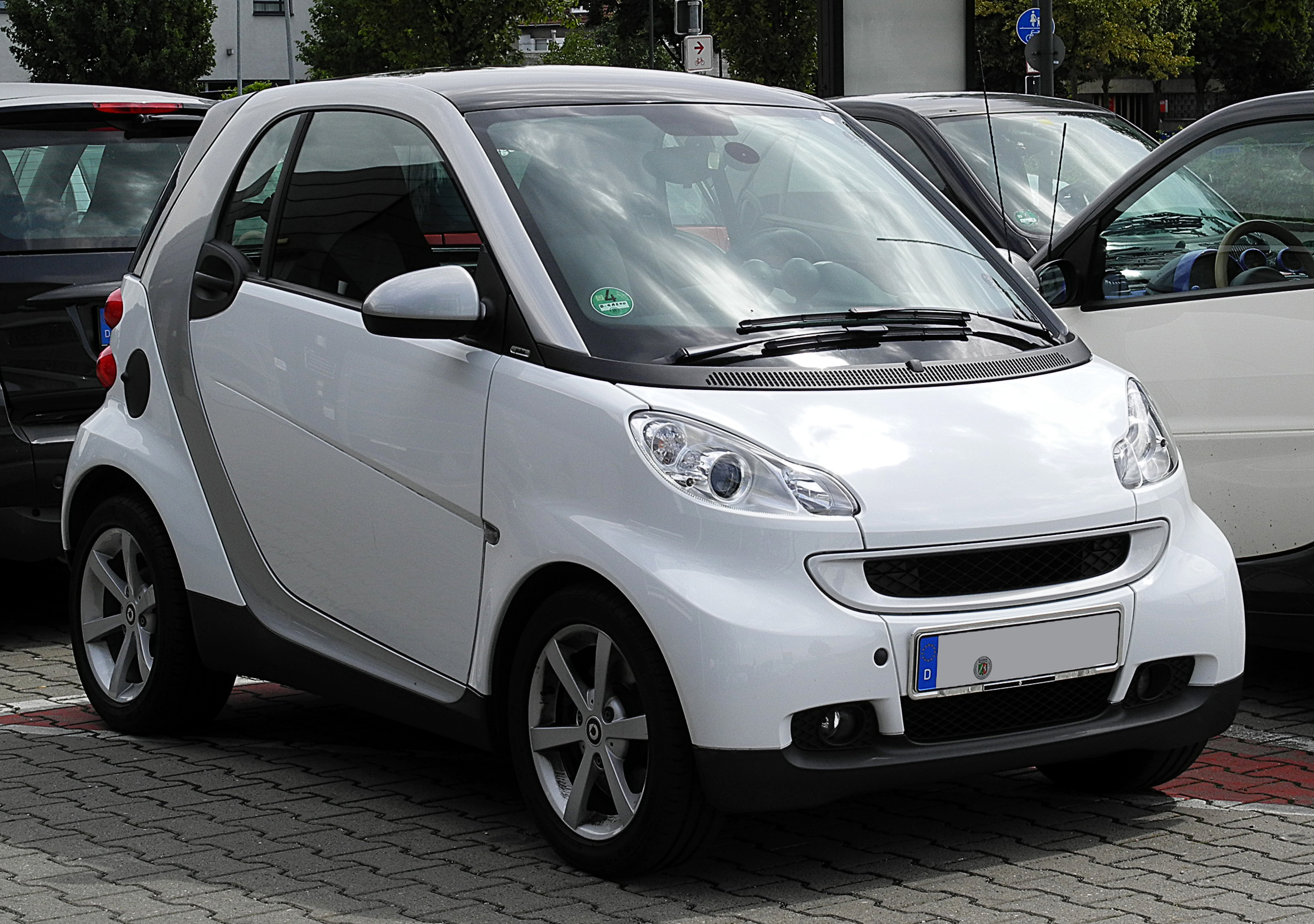
Smart Fortwo Coupé Pulse (2010–2012)
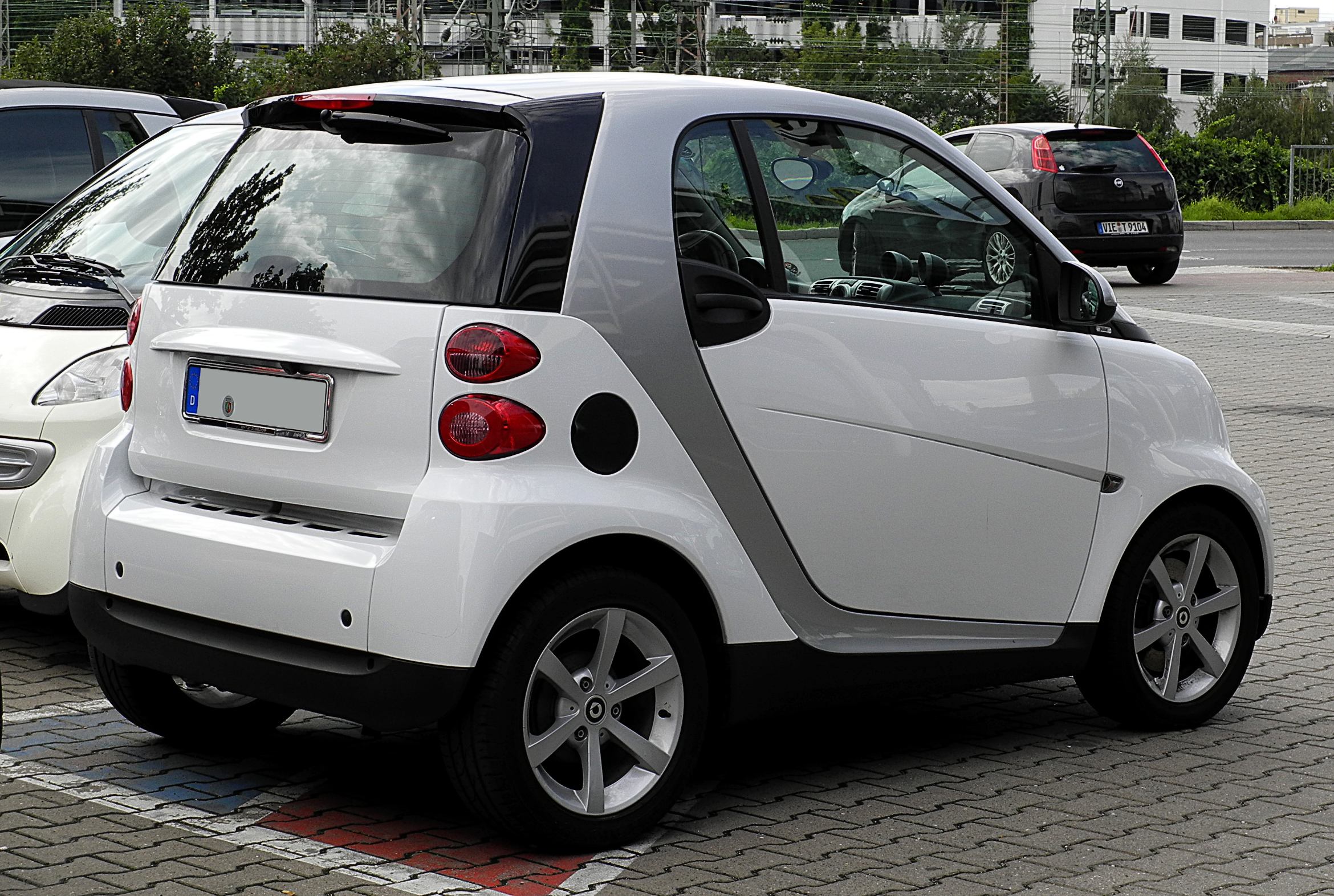
Smart Fortwo Coupé Pulse (2010–2012)

### Dades tècniques
| Motor                 | Cubicatge | Potència                | Parell motor        | Emissions de CO₂            | Màxima velocitat  | 0- 100 km/h (62 mph) |
| --------------------- | --------- | ----------------------- | ------------------- | --------------------------- | ----------------- | -------------------- |
| 0,8 cdi (dièsel)      | 799 cm 3  | 54 PS (40 kW; 53 bhp)   | 130 N·m (96 lb·ft)  | 86 g / km                   | 84 mph (135 km/h) | 16,8 s               |
| 1,0 mhd (gasolina)    | 999 cm 3  | 71 PS (52 kW; 70 bhp)   | 92 N·m (68 lb·ft)   | 97 g / km (130 g / km a NA) | 90 mph (145 km/h) | 10,7 s               |
| 1.0 turbo (gasolina)  | 999 cm 3  | 84 PS (62 kW; 83 bhp)   | 120 N·m (89 lb·ft)  | 115 g / km                  | 90 mph (145 km/h) | 9,9 s                |
| 1.0 Brabus (gasolina) | 999 cm 3  | 102 PS (75 kW; 101 bhp) | 147 N·m (108 lb·ft) | 119 g / km                  | 96 mph (154 km/h) | 8,9 s                |

### Seguretat
En la introducció, la segona generació va comptar davanters coixins de seguretat així com muntada al seient cap combinació / tòrax coixins de seguretat laterals al llarg amb la cèl·lula Tridion, tensors de cinturó de seguretat, frens antibloqueig, distribució de força de frenada i control electrònic d'estabilitat. Als Estats Units a partir de l’any model 2012, el Fortwo presentava un total de vuit airbags de doble etapa al Coupé (frontal, genoll, lateral (tòrax / pelvis) i cortina de la finestra) i un total de sis airbags de doble etapa al Model Cabrio: airbags de doble etapa davanters, genolls, laterals (tòrax / cap). Com a part de la cèl·lula Tridion i del sistema de gestió d’accidents del vehicle, la ubicació del motor muntada a la part posterior maximitza la zona d’encongiment frontal.
A les proves de l’Institut d’Assegurances per a la Seguretat Autopista (IIHS), el Smart Fortwo de 2008 va obtenir la màxima qualificació global de "Bo" tant en les proves de xoc frontals com laterals. Els Fortwo van rebre la puntuació "Bona" en vuit de les 11 categories de lesions mesurades. Els seus reposacaps i seient van obtenir la segona qualificació més alta de "Acceptable" per protecció contra cops de fuet en els impactes posteriors. L’IIHS va fer una prova de xoc compensada amb un Smart Fortwo i una Mercedes-Benz Classe C, que suposa el 40% del costat del conductor d’un cotxe i el 40% del costat d’un altre cotxe, i el Smart va rebre una qualificació de "Pobra" als caps dels ocupants xocant contra el volant. A més, hi va haver massa intrusió al pou dels peus de l’Smart Fortwo. El moviment fictici no estava ben controlat. L’Smart Fortwo va girar 450 graus a l’aire a l’impacte.

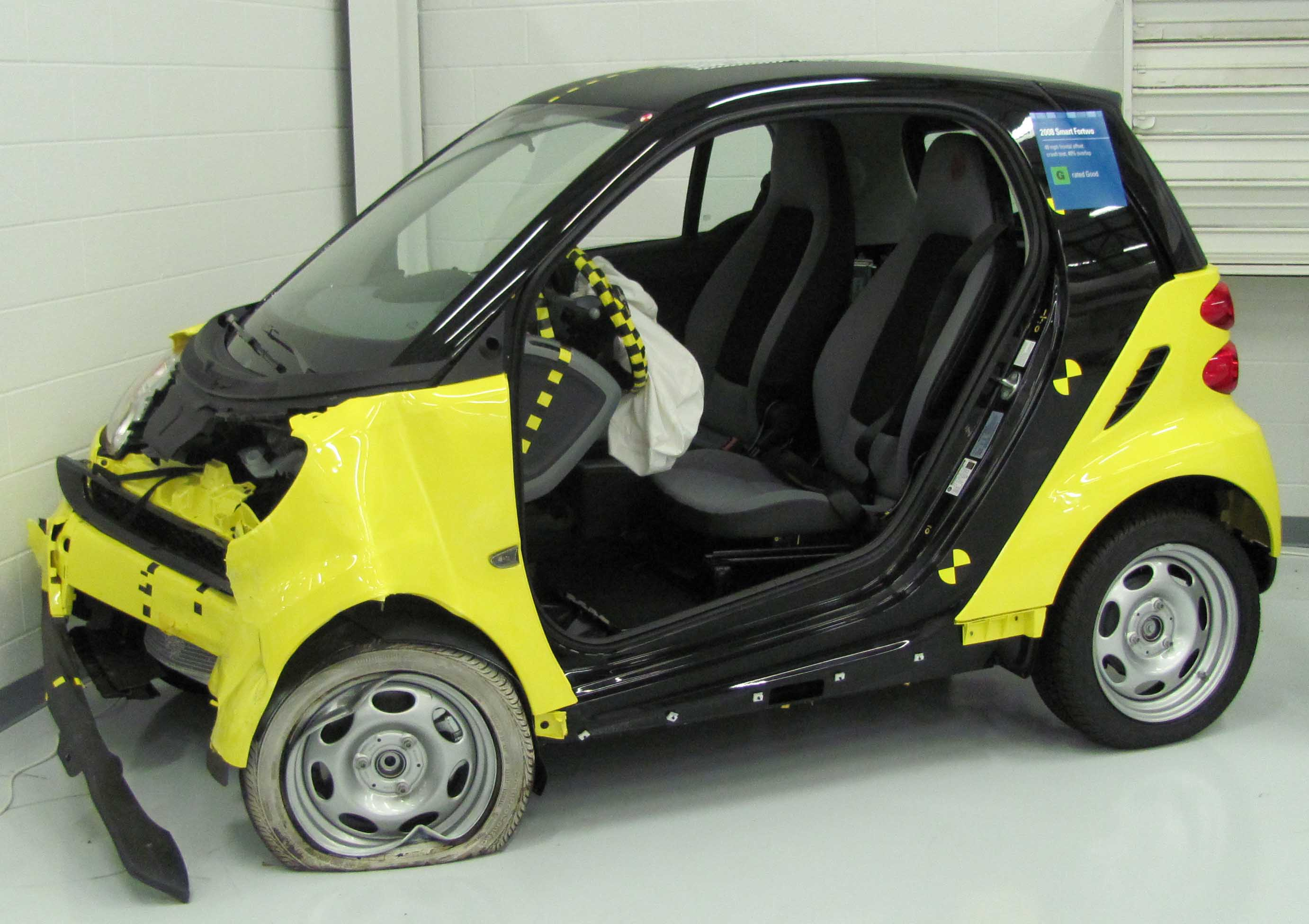
El Fortwo en la seva prova de xoc independent IIHS
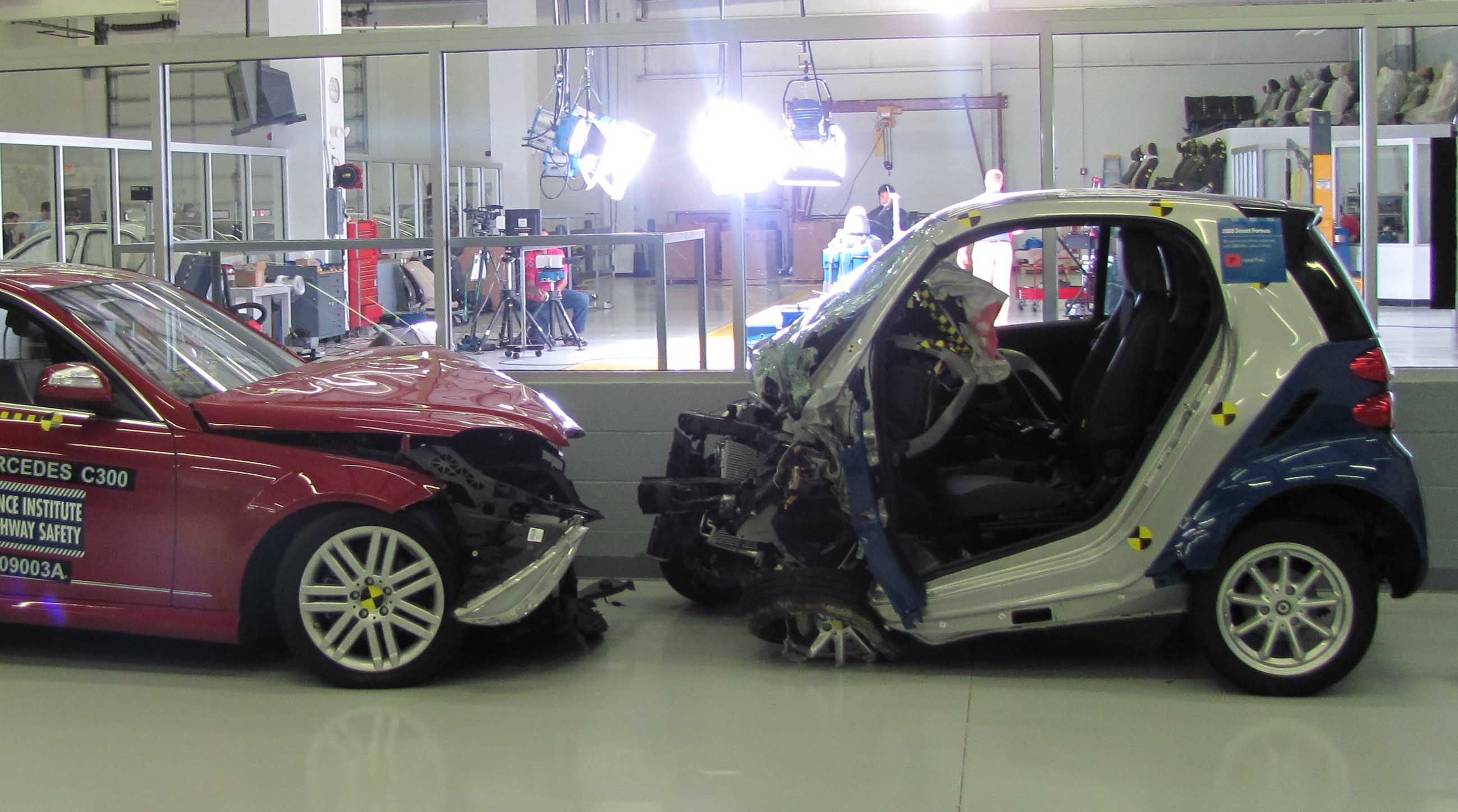
El Fortwo estavellat contra un Mercedes-Benz Classe C

Resultats de les proves de xoc de l'Administració Nacional de Seguretat del Trànsit de Carreteres dels Estats Units (NHTSA) de l'Smart Fortwo 2008:
- Frontal Driver:

- Frontal Passenger:

- Side Driver:

```
*The driver door unlatched and opened during the side impact crash which increases the likelihood of occupant ejection.
```

- Rollover:

Resultats de la caiguda de l' Euro NCAP
- Adult Occupant:

- Pedestrian:

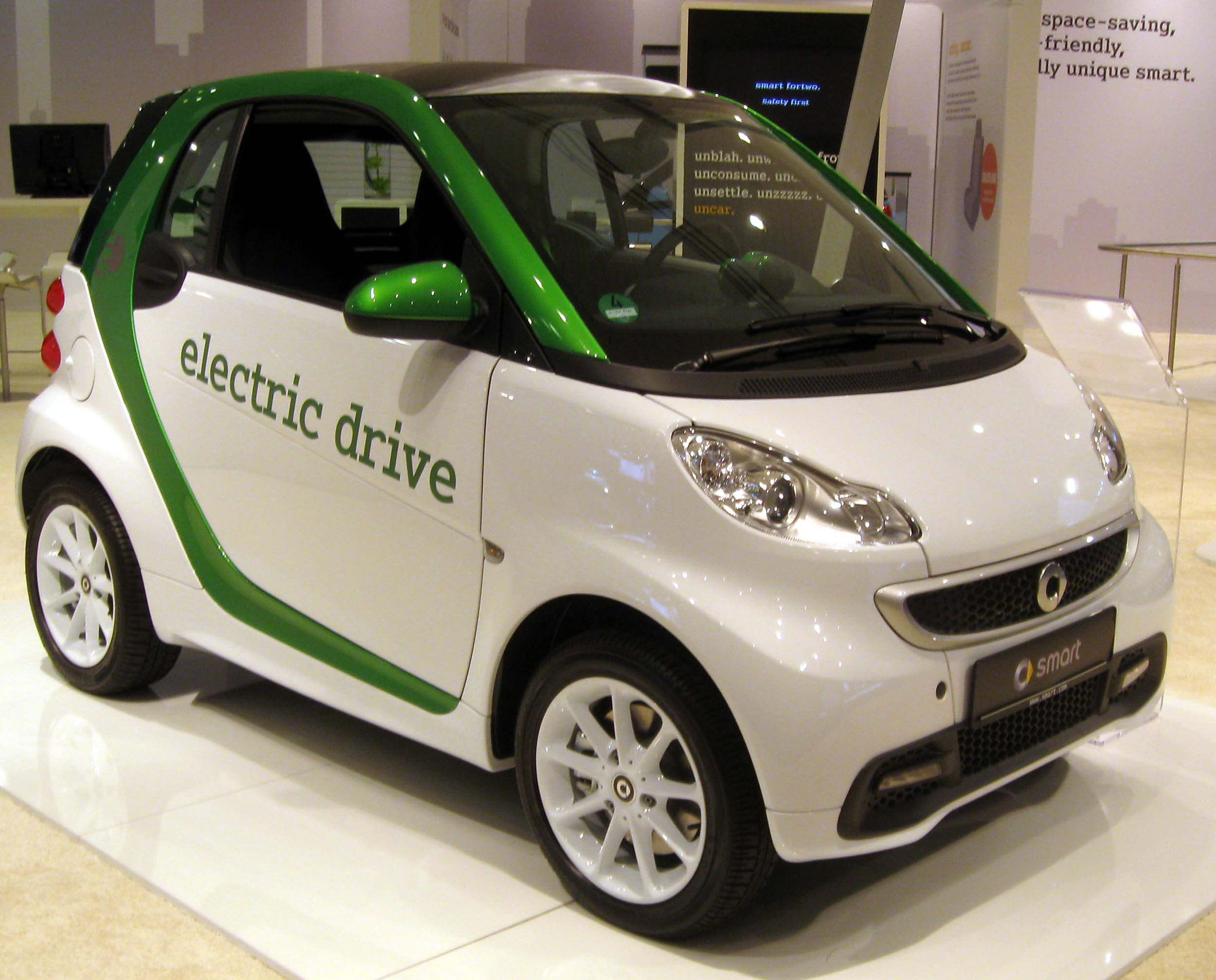
Unitat elèctrica intel·ligent de tercera generació

Una versió totalment elèctrica del Fortwo, la transmissió elèctrica Smart Fortwo, va començar a desenvolupar-se el 2006. Les proves de camp es van iniciar a Londres amb 100 unitats el 2007 i la segona generació, amb un total de 2.000 unitats, es va introduir el 2009 i estava disponible a 18 mercats de tot el món per arrendar-la o mitjançant el servei de compartició de vehicles Car2Go a San Diego i Amsterdam. La producció del motor elèctric Smart Fortwo de segona generació va començar el novembre del 2009 a Hambach, França. Els Smart ED tenen una bateria d’ió-liti subministrada per Tesla Motors amb una capacitat de 14 quilowatts-hora (50 MJ) inicialment, 17.6 quilowatts-hora (63 MJ) més tard. L’ abast d’una bateria completament carregada és de fins a 135 quilometres (84 milles) sota el cicle New European Driving Cycle (NEDC). La gamma totalment elèctrica oficial de l'Agència de Protecció del Medi Ambient dels Estats Units és de 63 milles (101 km) i va classificar el Smart ED amb un estalvi de combustible combinat de 87 milles per galó equivalent de gasolina (mpg-e) (2,7 L de gasolina equivalent / 100 km; Equivalents de gasolina de 104 mpg-imp).
El propulsor elèctric intel·ligent de tercera generació estava previst que es llancés als Estats Units i Europa el segon trimestre del 2013 i Daimler AG té previst produir en massa el cotxe elèctric amb disponibilitat a 30 mercats de tot el món. La transmissió elèctrica intel·ligent de tercera generació es va presentar al Saló de l’Automòbil de Frankfurt del setembre del 2011. Les diferències clau amb el model de segona generació inclouen un motor elèctric més potent, que millora l’acceleració i la velocitat màxima, un nou paquet de bateries de ions de liti que permetrà augmentar el seu abast fins als 140 quilometres (87 mi) i estarà disponible una opció per a la càrrega ràpida..

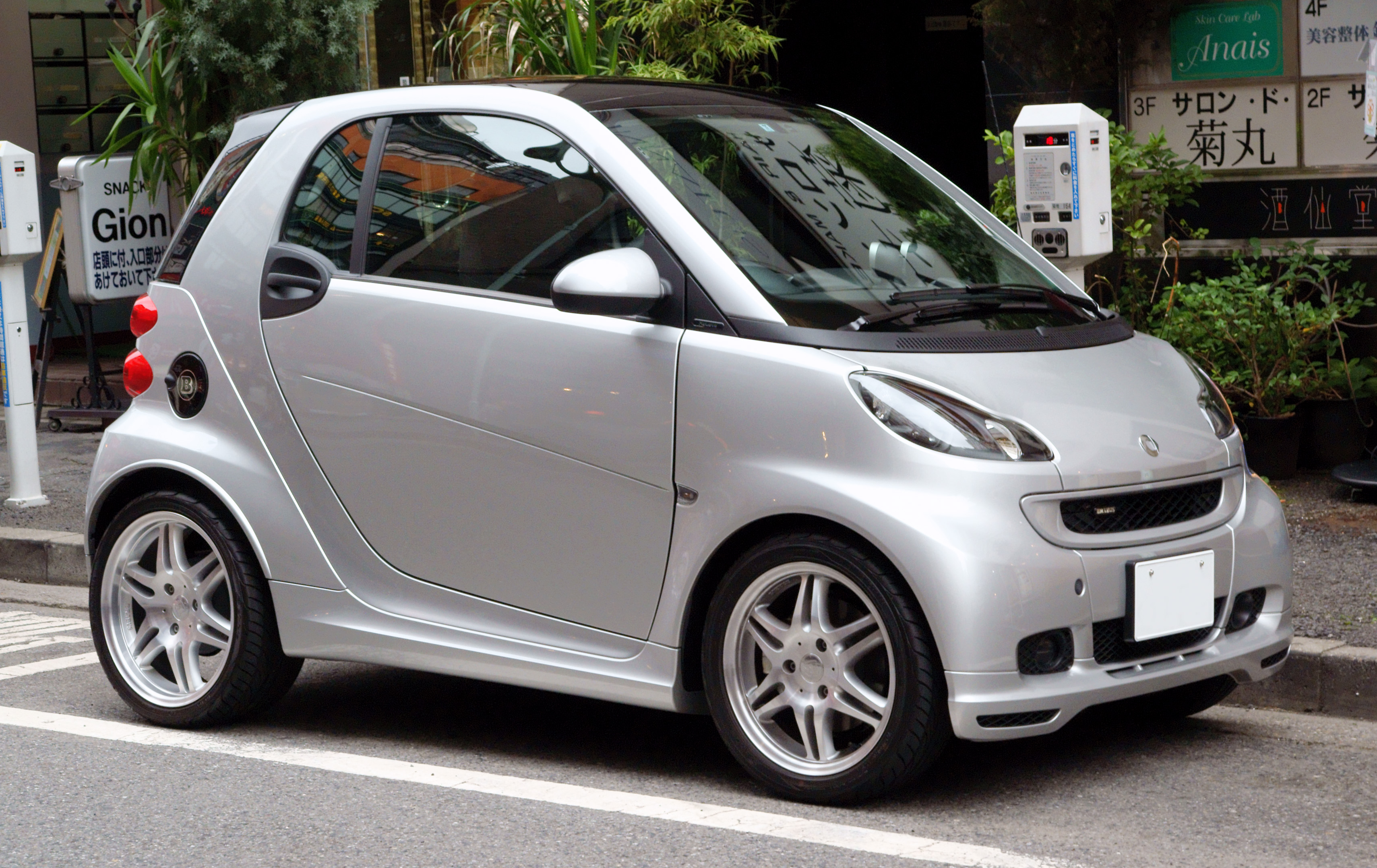
2008 Fortwo Brabus

Brabus (estil BRABUS) és un paquet esportiu que inclou un escapament esportiu amb puntes centrals dobles, suspensió esportiva, rodes posteriors de 16 i 17 polzades, direcció assistida i diverses senyals visuals de Brabus. No es va incloure un motor turboalimentat originalment. El paquet Brabus està disponible en carrosseries cabriolet o coupé, aquest darrer equipat amb un sostre panoràmic (de vidre per a la primera generació i policarbonat per a la segona), i disponible en plata metàl·lica o negre intens.

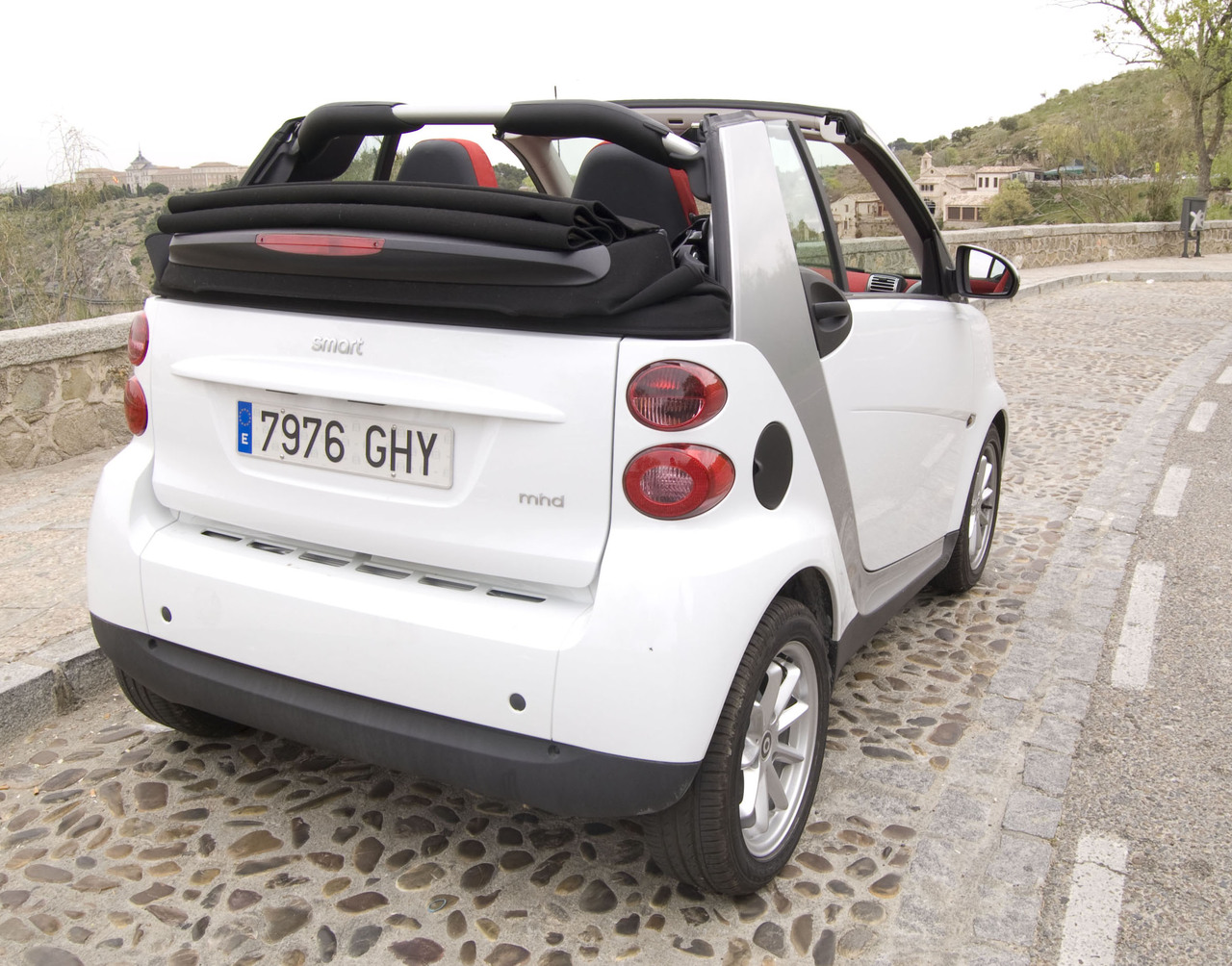
Cabrio
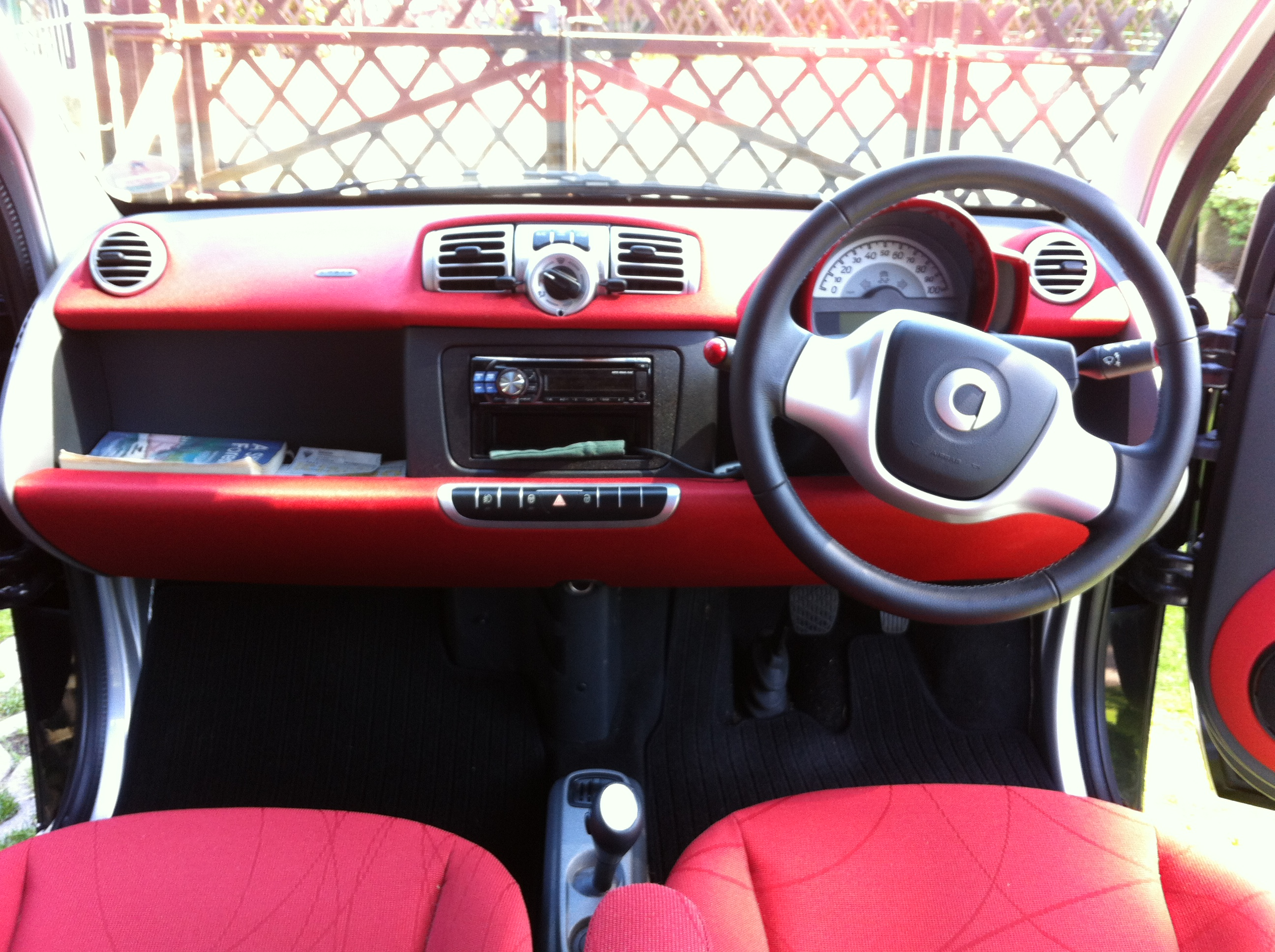
Interior

## Tercera generació (C453, A453, 2016-actualitat) (2014-2019: Amèrica del Nord)

### Motoritzacions
- 1.0 gasolina 76 cv
- 0.898 turbo gasolina 100 cv
- 1.0 turbo gasolina BRABUS 102 cv
- 0.8 CDI diesel 54 cv

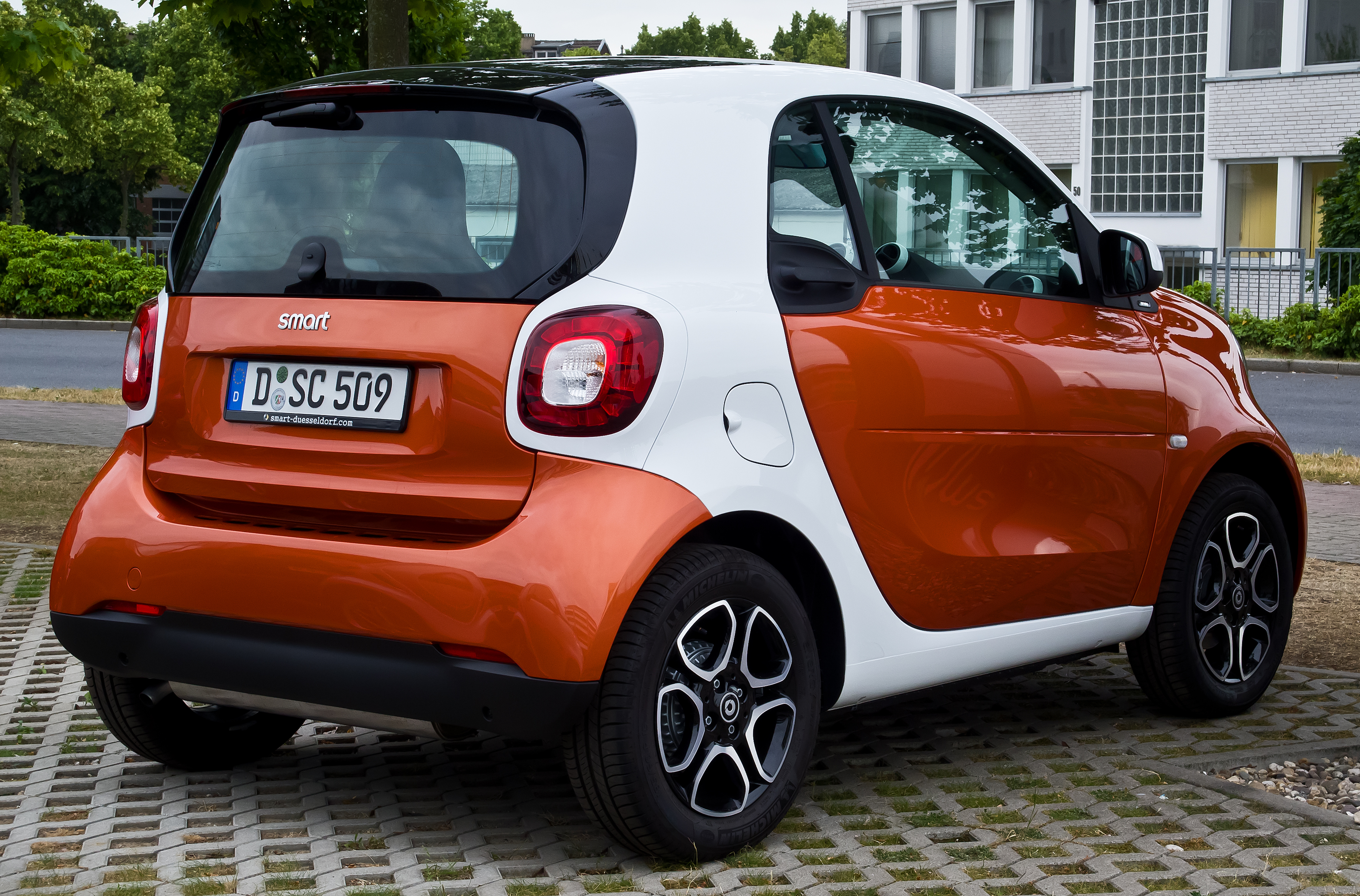
Part posterior de la tercera generació de Fortwo

Dissenyada sota la direcció de Kai Sieber amb el dissenyador Michael Gebhardt, la tercera generació va fer el seu debut mundial el 16 de juliol de 2014, havent-se desenvolupat conjuntament amb Renault. La tercera generació està disponible com a 3 portes de 2 places (designades internament com a sèrie de construcció C453 i 5 portes de 4 places (designades internament com a sèrie de versions W453), comercialitzades com a Fortwo i Forfour, respectivament. Motor Trend va informar abans de la seva presentació que la tercera generació havia de compartir aproximadament el 70% de les seves parts amb la tercera generació Renault Twingo.
La tercera generació de Fortwo funciona amb dos motors de 3 cilindres: un motor d’1,0 litres que en produeix 76 CV i 70 lb/ft de parell o un turboalimentat de 0,9 litres (898 cc) 89 motor de 100 CV lb/ft de parell. Un 59 de menor consum El motor de CV seguirà més endavant. Totes les versions inclouen una caixa de canvis manual de cinc velocitats o una transmissió automàtica de doble embragatge "twinamic" en lloc del sistema anterior "Softouch". Durant el desenvolupament, Daimler s’havia consultat amb Ford per conèixer el seu motor de 3 cilindres en línia turbo carregat Ecoboost d’1,0 litres, al seu torn compartint informació sobre els seus propis motors de gasolina estratificats Euro6.
Abans del seu debut, la CEO executiva de Smart, Annette Winkler, va informar que el C453 compartiria la seva longitud de 2,69 metres amb l'actual sèrie de versions W451, així com la seva cèl·lula de seguretat semiesfèrica d'acer, comercialitzada com a cèl·lula Tridion. El Fortwo es continua muntant a Smartville i el Forfour es fabrica al costat del Renault Twingo 3 in Novo Mesto, Slovenia.
Smartville, on s’han fabricat les sèries de fabricació W450 i W451, va ser objecte d’una actualització de 200 milions d’euros a partir de mitjan 2013, en preparació del C453 Fortwo.

### Cabriolet (A453) (2016-actualitat)

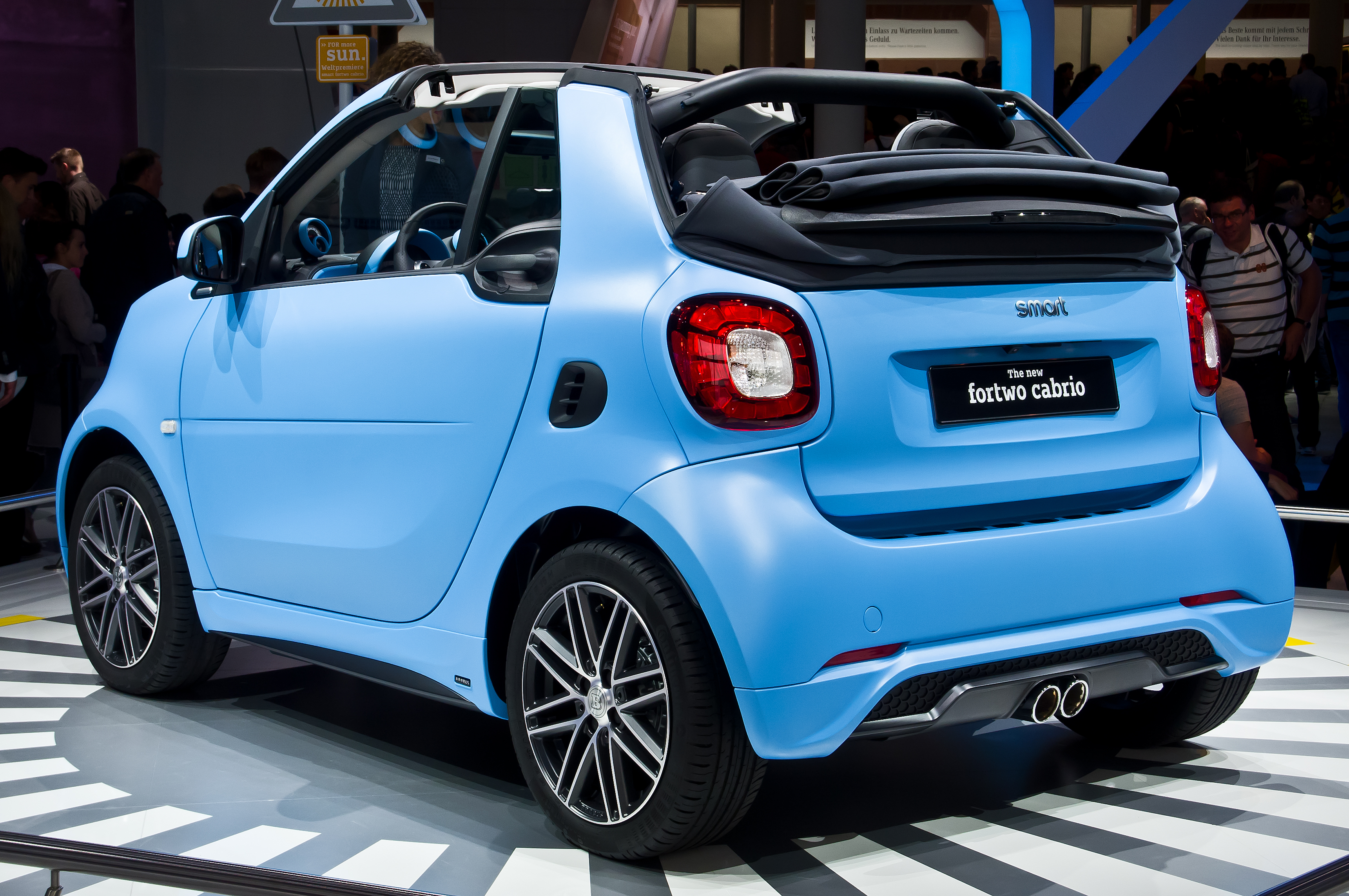
Fortwo Cabrio de 3a generació

El 2015, Smart va anunciar una versió cabriolet del Smart Fortwo al Saló de l’Automòbil de Frankfurt del 2015. El smart fortwo cabrio es va llançar a nivell mundial el 2016. Els models Cabrio van rebre reforços de cèl·lules de seguretat addicionals per compensar les obertures del sostre, inclosos els mampars de torsió sota el cotxe, un travesser darrere dels seients del passatger (de vegades anomenat mànec de cistella) i reforç addicional dels pilars A. Smart afirma que la tapa estàndard de potència estàndard s’obrirà o tancarà en 12 segons i es pot accionar a qualsevol velocitat. En el llançament al mercat, es van oferir 5 colors suaus; negre, vermell, gris, beix i marró. Els tops grisos, beix i marró es van comercialitzar com a tops suaus fets a mida de BRABUS.
El smart fortwo cabrio disposa de barres de sostre extraïbles que s’emmagatzemen en un espai d’emmagatzematge integrat al portell posterior del fortwo. Quan es treuen, aquestes barres del sostre permeten una experiència de conducció totalment a l’aire lliure. Les barres del sostre del fortwo no estan integrades a l'estructura de seguretat del cotxe i només contenen els rails de guia perquè es pugui tancar la part superior.

### Smart EQ Rebrand (2018-actualitat)
Smart va anunciar el març de 2018 que les versions elèctriques del smart fortwo passarien a denominar-se smart EQ fortwo. Aquest canvi consistia en alinear-se encara més amb la propera marca Mercedes-EQ en la qual tots els vehicles elèctrics produïts per Mercedes-Benz rebrien la marca EQ. El canvi de marca es va produir per a la producció global de març de 2018, o Model Year 2018.5 als Estats Units i Canadà. Tant els models d’accionament elèctric coupé com el cabrio van perdre les insígnies d’accionament elèctric davanter i posterior i van rebre al seu lloc les insígnies intel·ligents EQ fortwo i van rebre gràfics actualitzats al sistema intel·ligent Media-System opcional.

### Lifting facial intel·ligent (2019-actualitat)
A la tardor del 2019, Smart va presentar els nous models de lifting facial, que només estaran disponibles amb accionament elèctric, a partir del 2020. Les especificacions tècniques es van mantenir iguals.

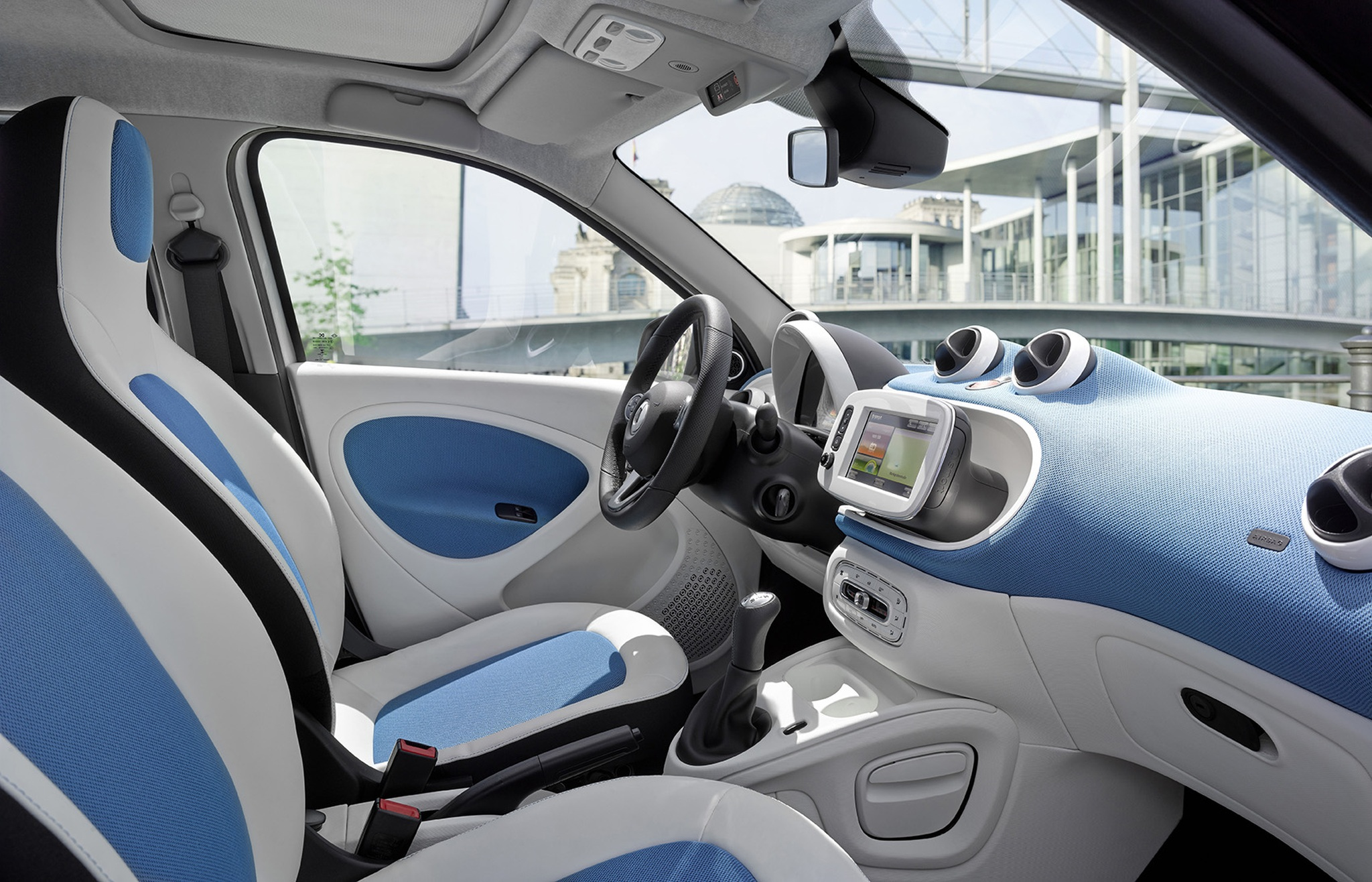
Interior blanc i blau de la tercera generació de Smart fortwo.
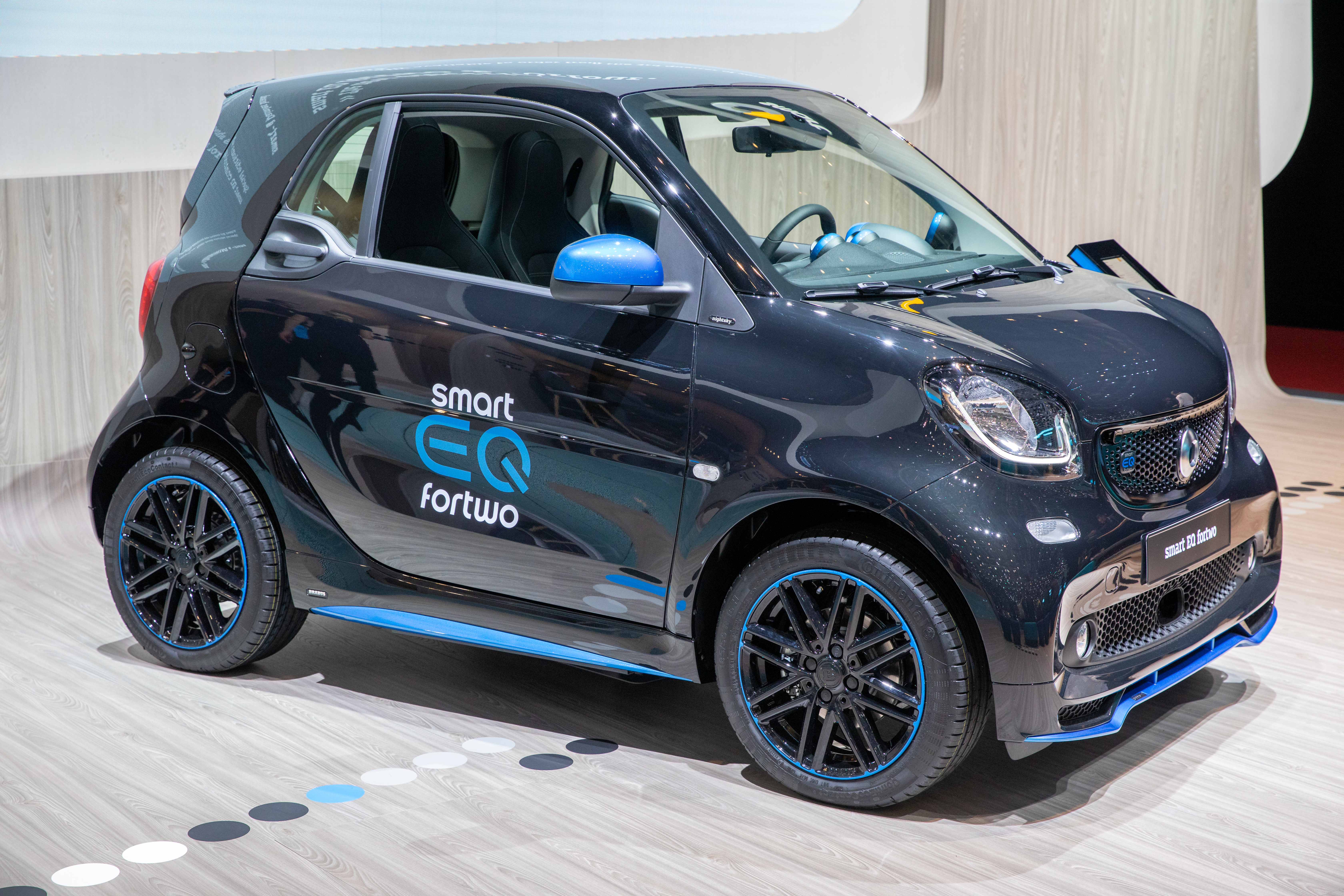
Vista frontal de tres quarts del Smart EQ Fortwo negre, al Saló Internacional de l’Automòbil de Ginebra 2018.
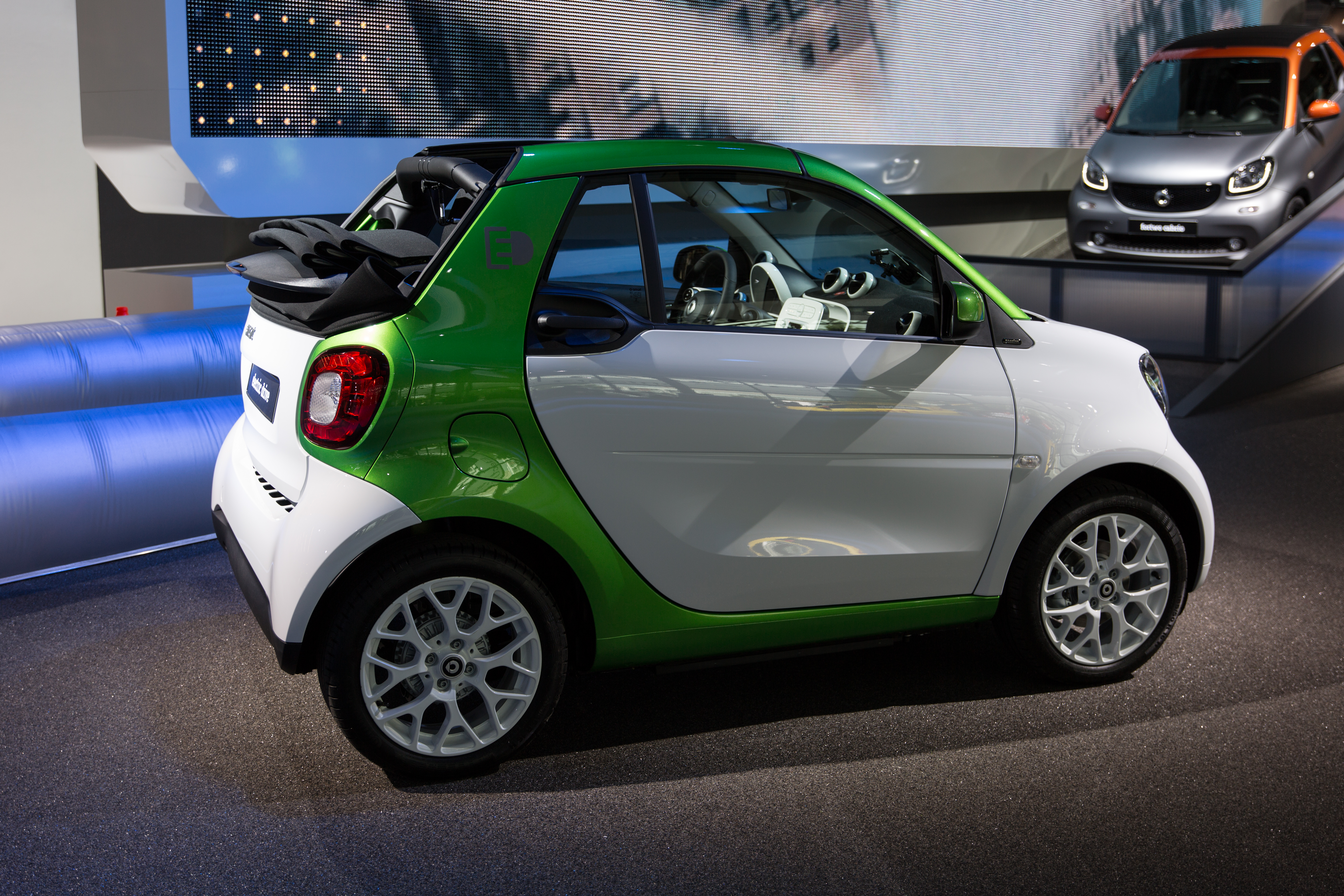
Vista lateral del Fortwo Cabrio Electric Drive en blanc i verd a IAA 2017 a Frankfurt.
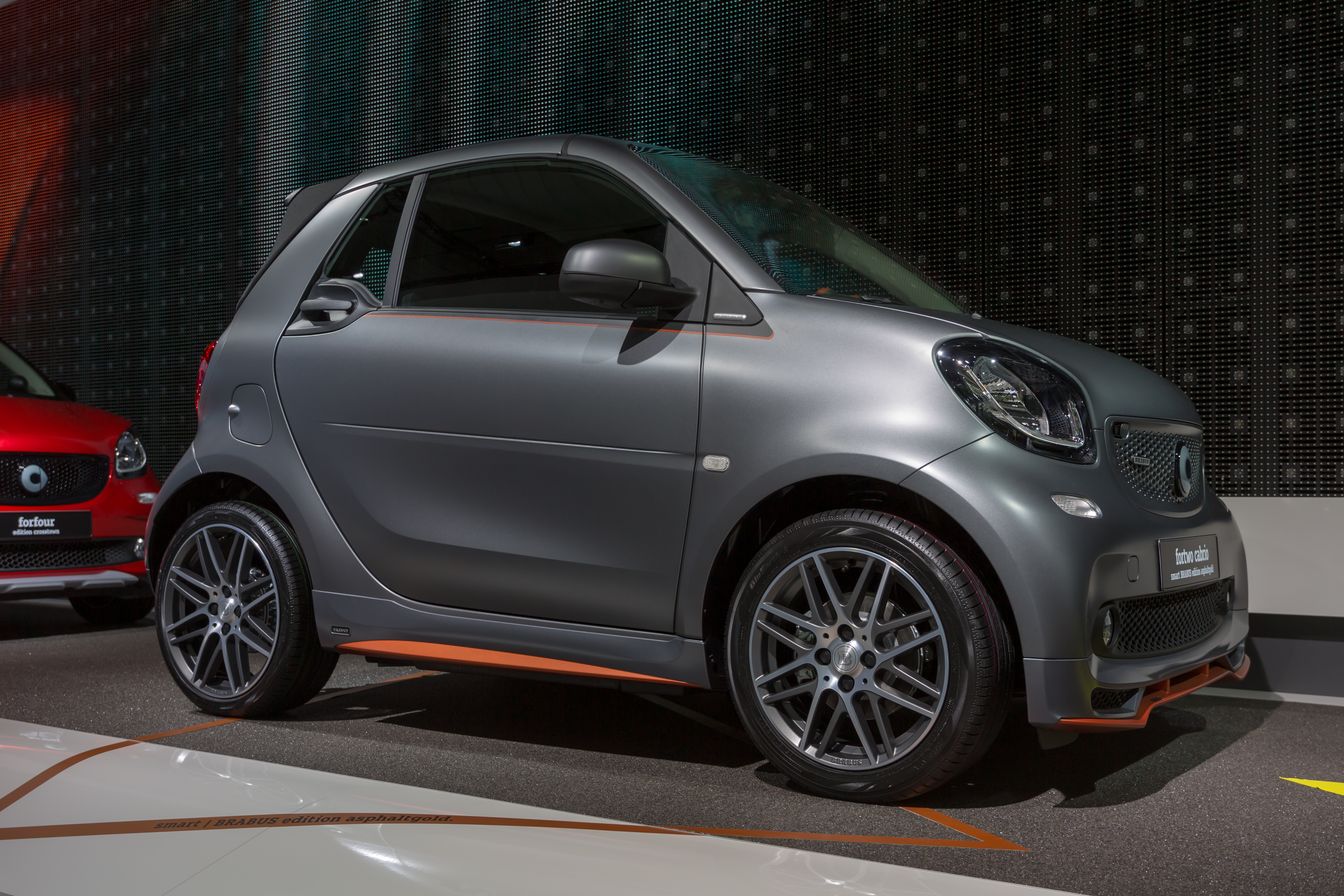
Vista frontal de tres quarts de color gris fosc mat de tercera generació Smart fortwo cabrio Brabus, IAA 2017 a Frankfurt.
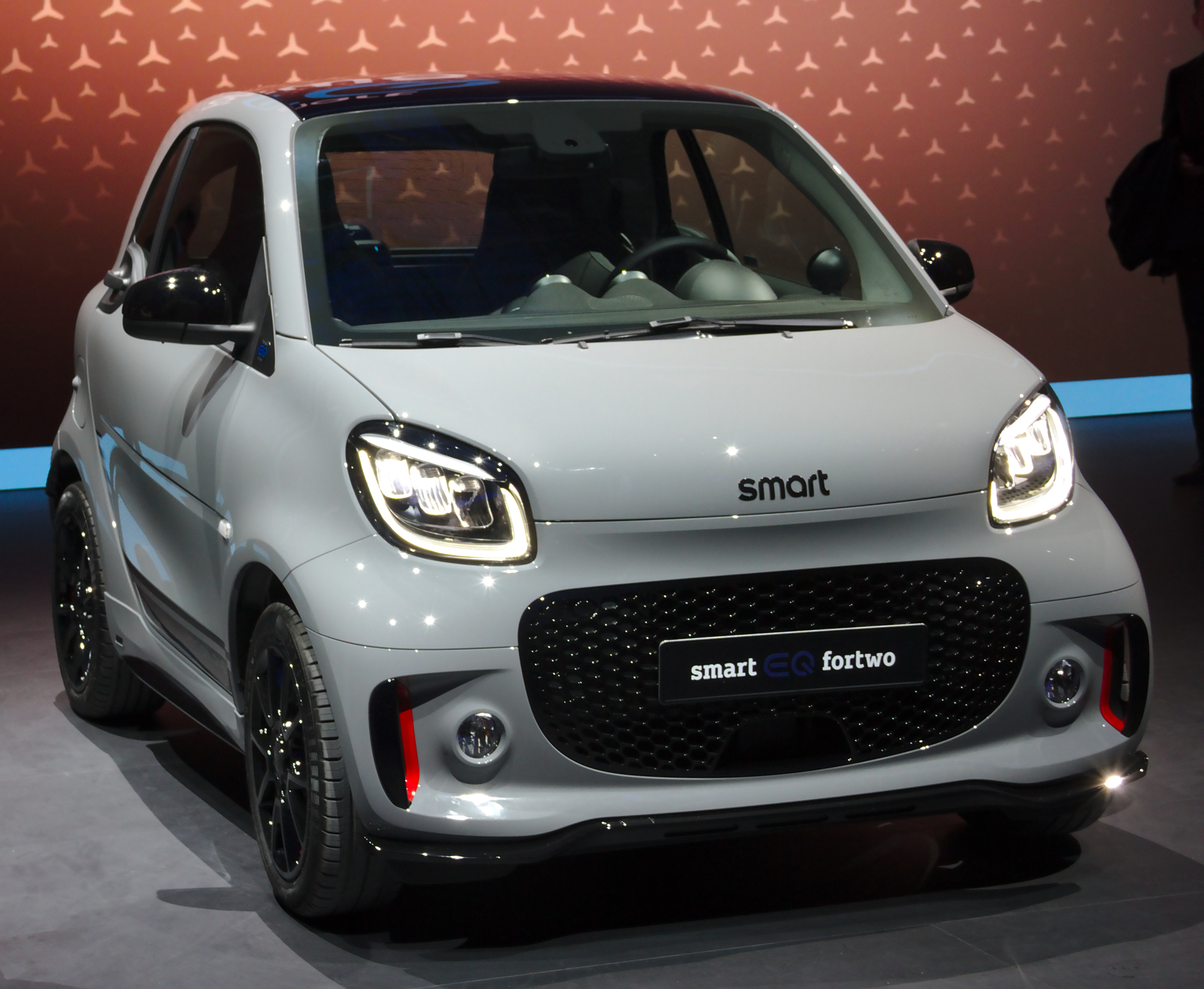
Smart EQ Fortwo a IAA 2019
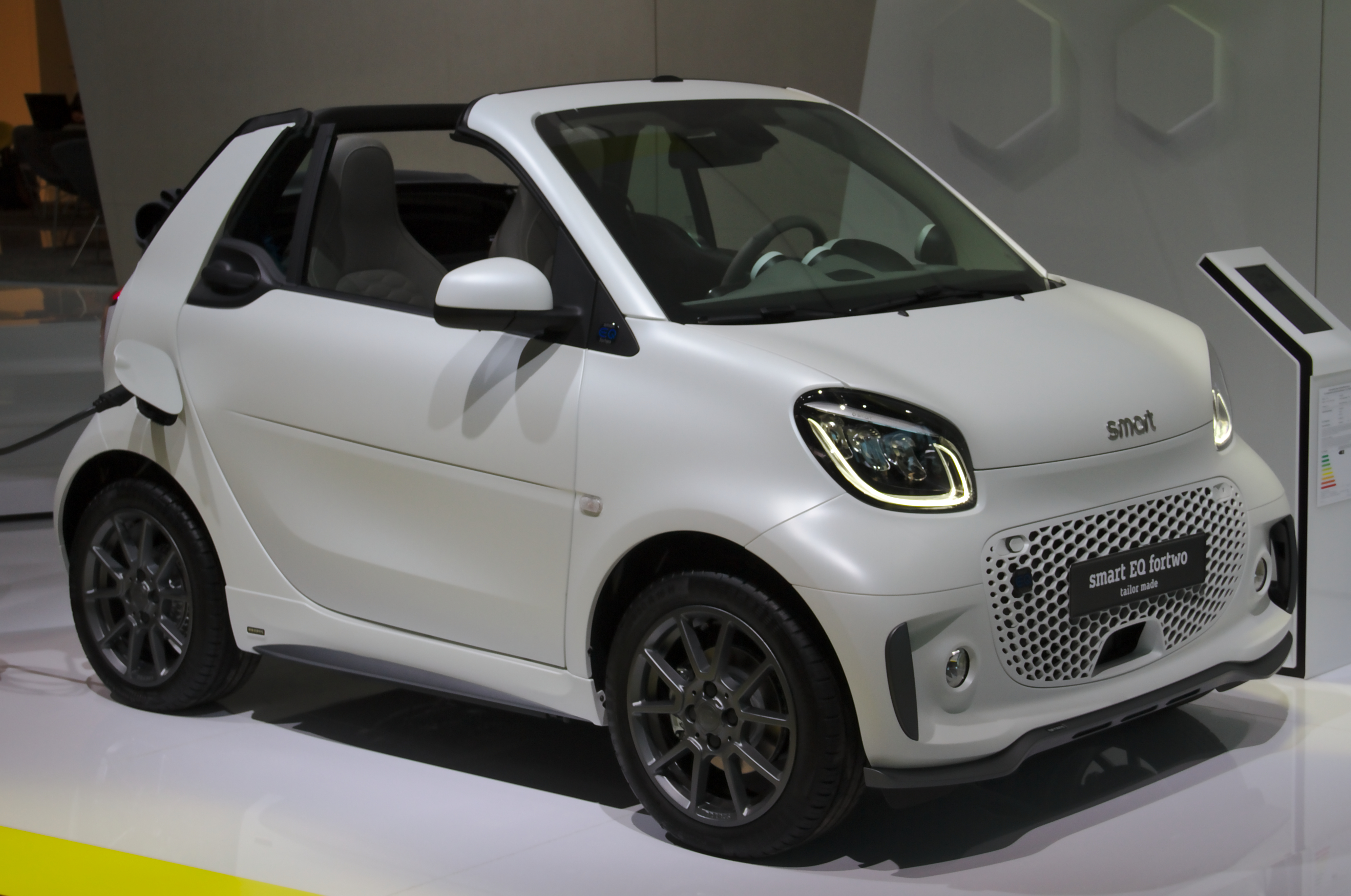
Smart EQ Fortwo Cabrio a IAA 2019

## Versió elèctricaeDrive

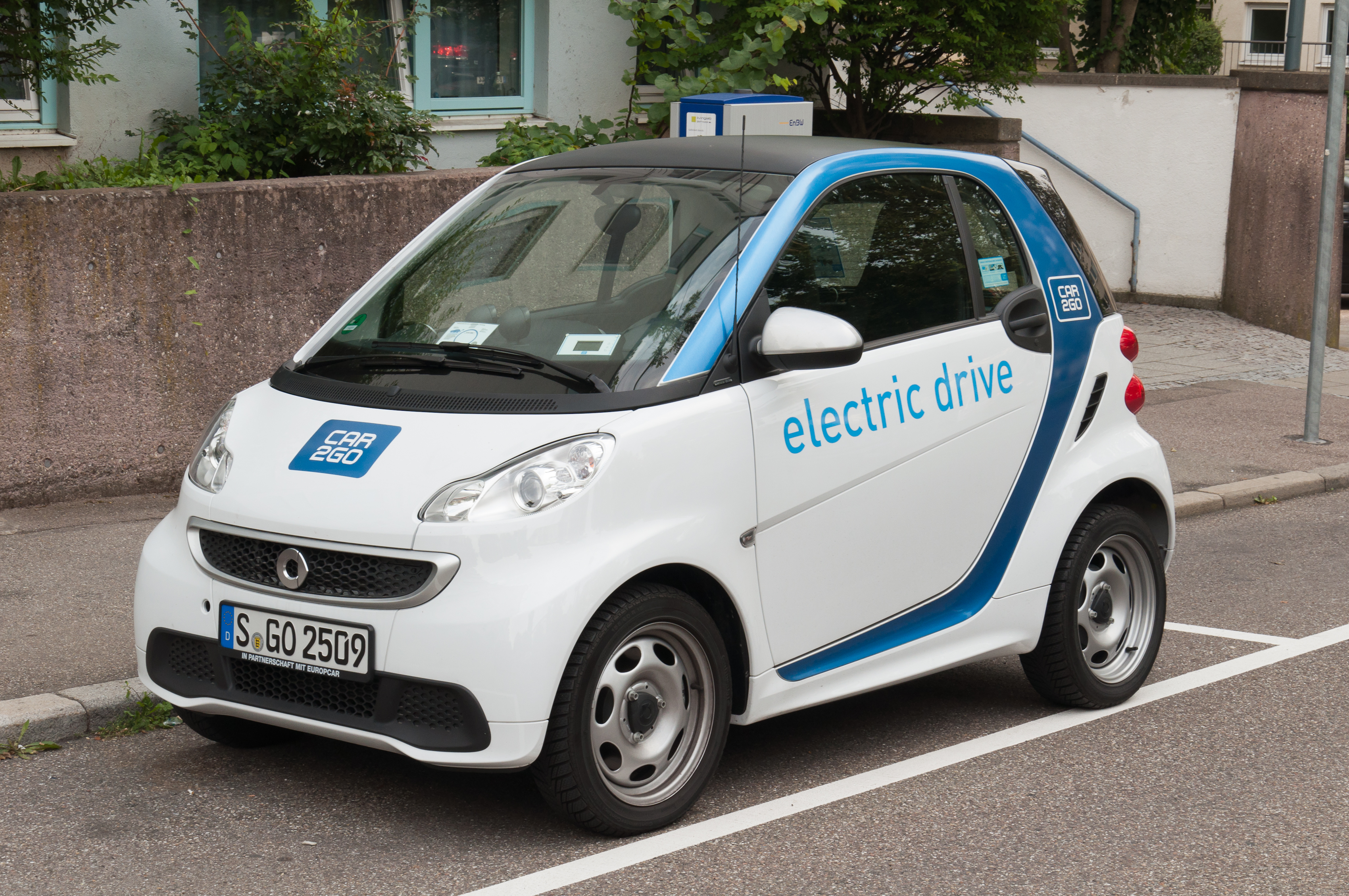
Smart Electric Drive

El Smart Fortwo ED o simplement Smart ED (abans anomenat Smart EV) i que les seves sigles ED signifiquen Electric Drive (motorització elèctrica) és una versió elèctrica del Smart Fortwo.

### Primera generacióeDrive
El model Smart Electric Drive es comercialitza des de 2007, sobre la base del Smart City coupé amb una reduïda sèrie de 100 unitats provades a Londres.
El primer de Zytec Electric Vehicles. Es tracta d'un automòbil urbà per a dos passatgers impulsat per un motor posterior de 13.2 kWh que mana la potència a les rodes posteriors.

### Segona generacióeDrive
Llançada en 2009, desenvolupada sobre la base del Smart Fortwo, la seva producció va arribar als 2.000 vehicles comercialitzats sobretot, d'institucions i empreses.

### Tercera generacióeDrive
Presentada a l'agost de 2011, i amb data de venda prevista per a l'inici de 2012, la seva producció inicial estimada és de 10.000 unitats, i la seva venda està oberta al públic en general.
Té un motor de 54 kW que li proporciona una potència de 75 CV. La velocitat màxima és de 120 km/h, accelera de 0 a 100 km/h en 13 segons i té una autonomia d'uns 140 km. 

## Cronologia general

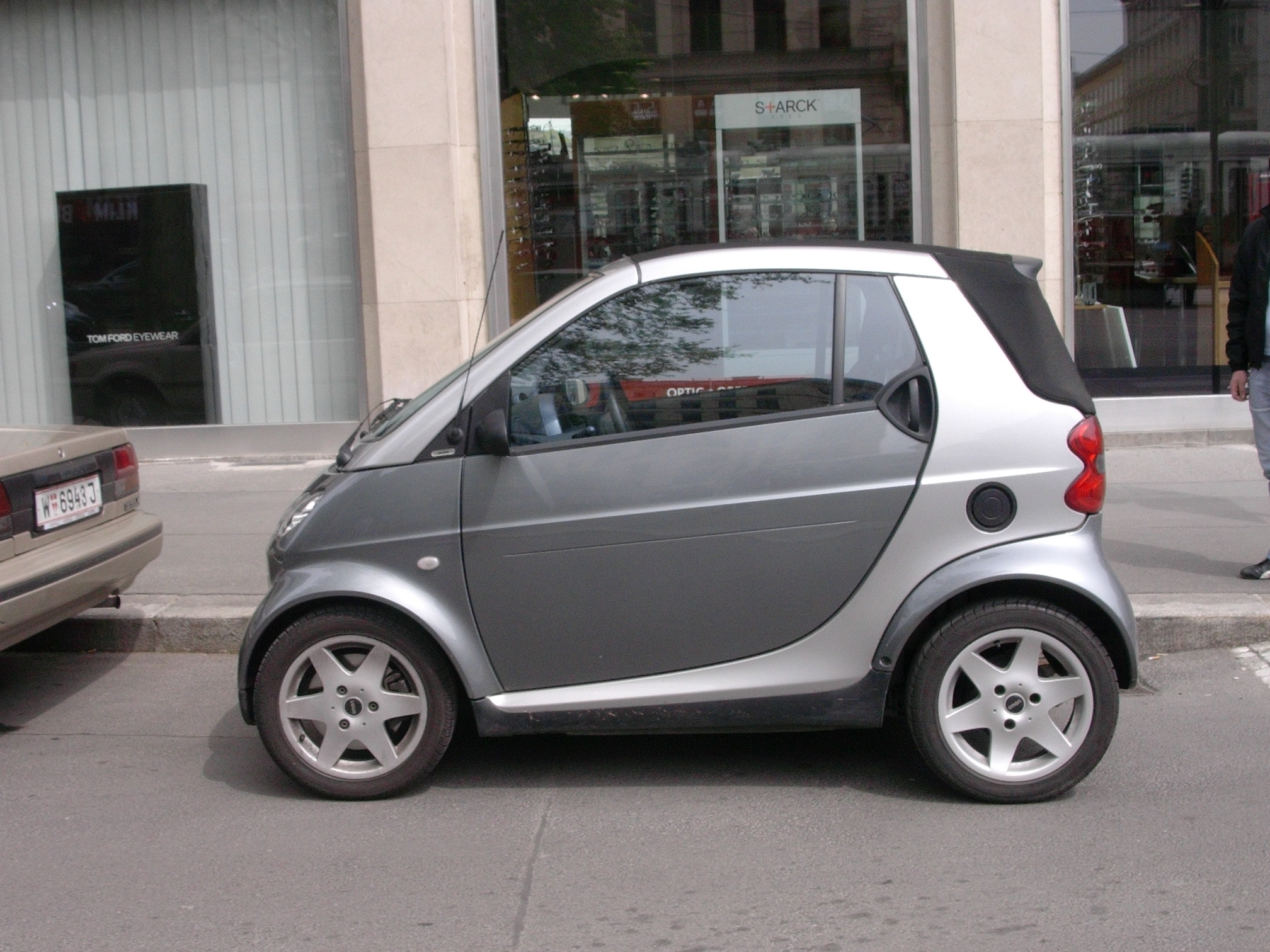
Smart City coupé (1a generació)

### Primera generació W450 (1998-2007)
La primera generació del microcotxe de la marca Smart va ser llançada l'any 1998 sota la denominació de Smart City Coupé. Es va llançar primer la versió coupé amb una única motorització de gasolina i un any després la versió cabrio.
El 2002, amb el llançament de la primera renovació estètica (re-styling) i del model Smart de quatre places (Smart Forfour) el City-coupé passa a denominar-se «Fortwo».

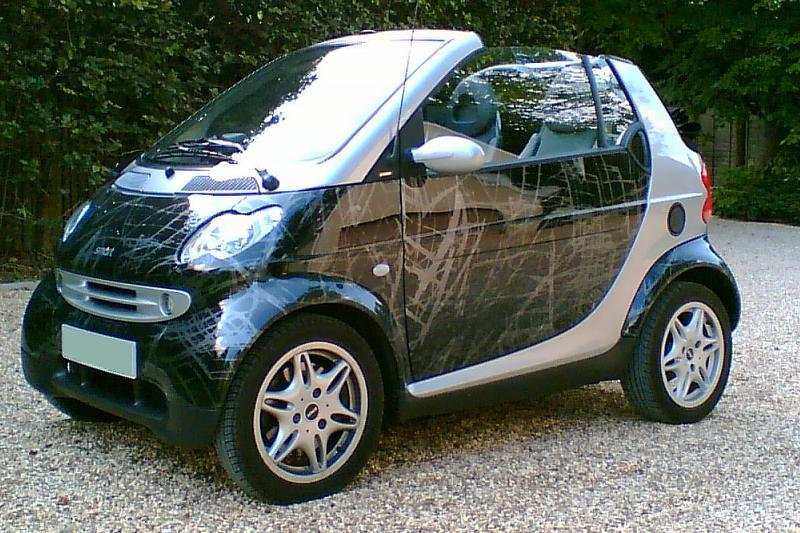
Smart City cabrio (1a generació)
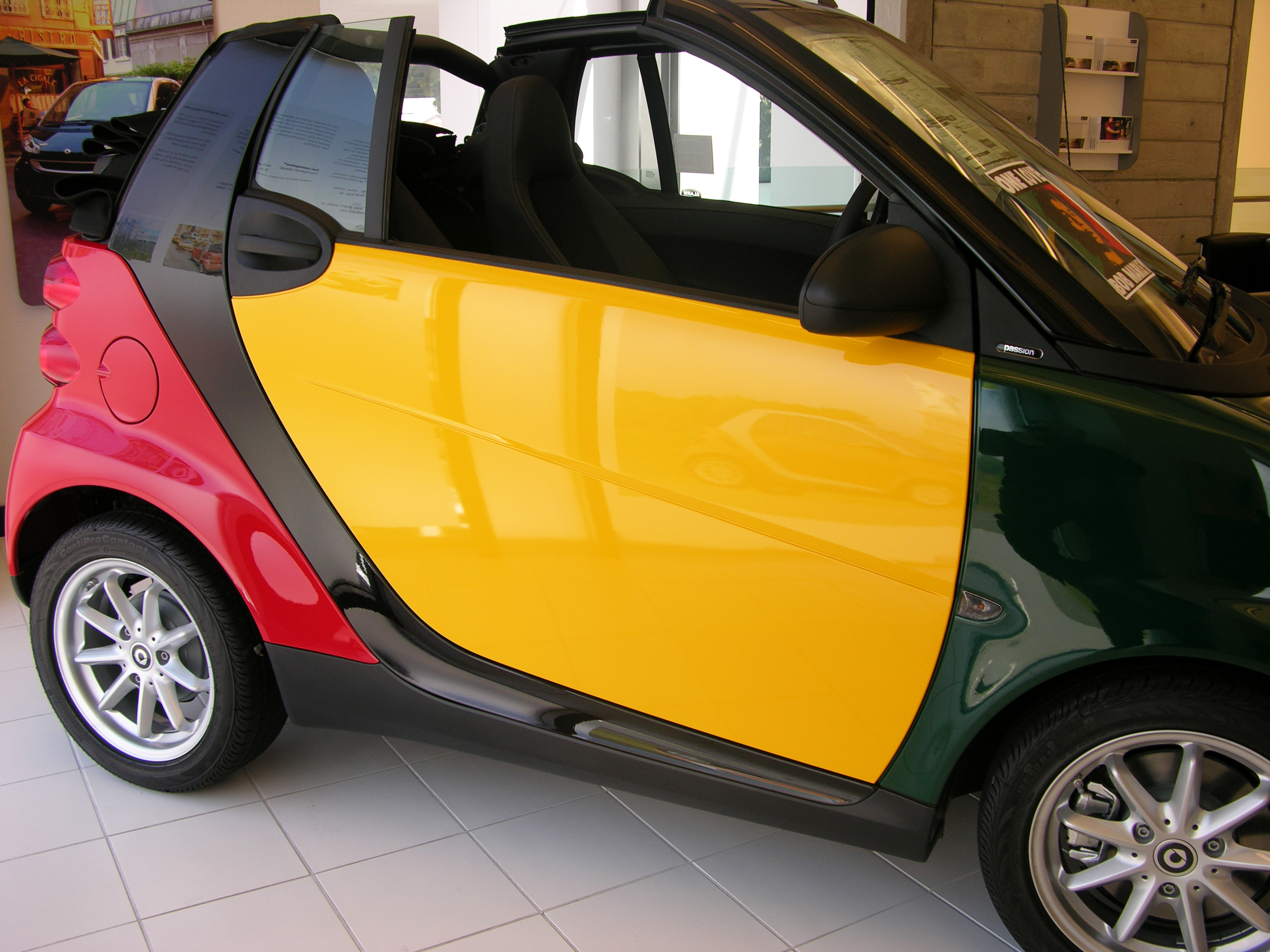
Panells intercanviables del Smart Car
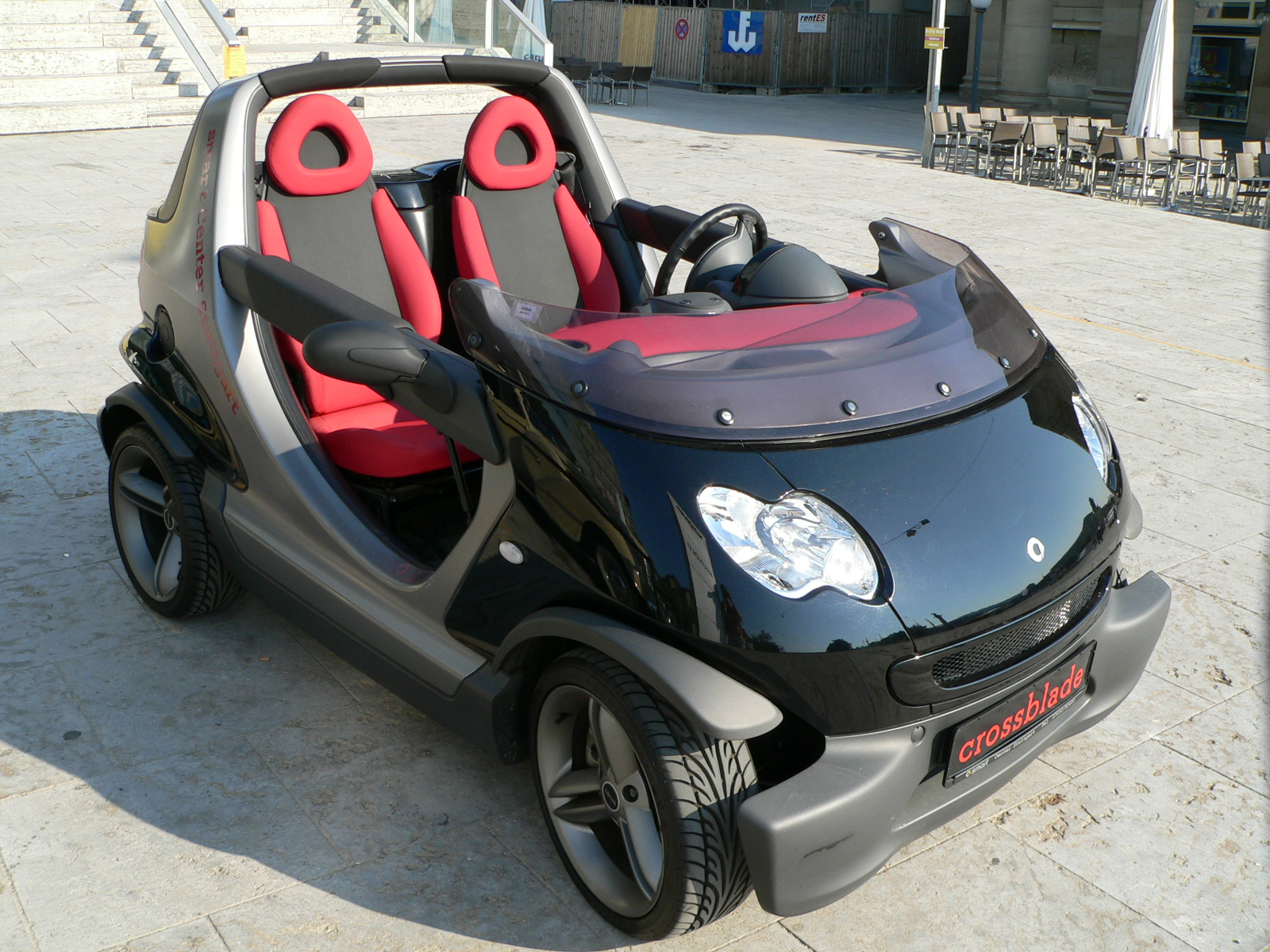
Smart Crossblade
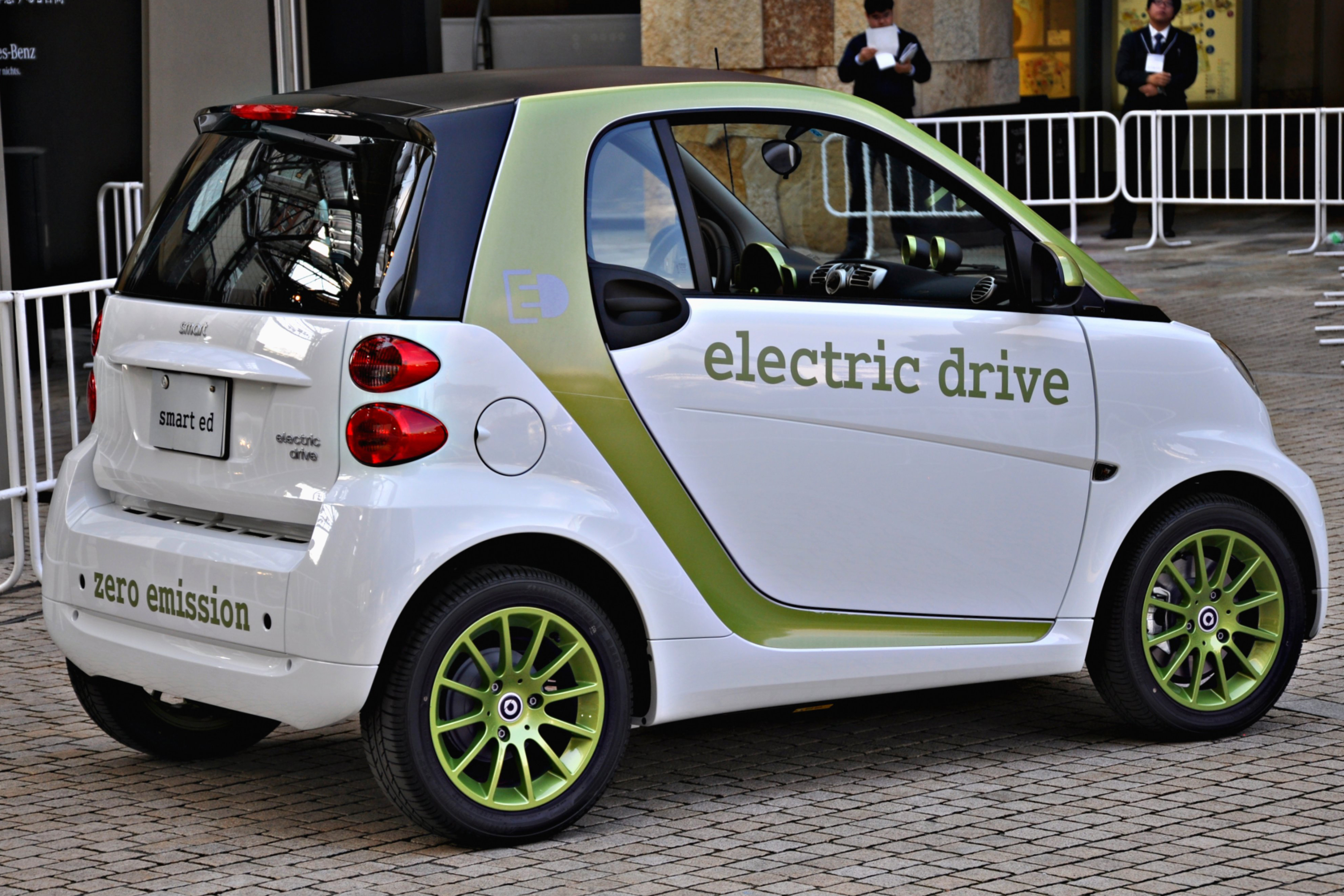
Smart Fortwo zero emission electric drive

### Segona generació C451 (2007-2014)

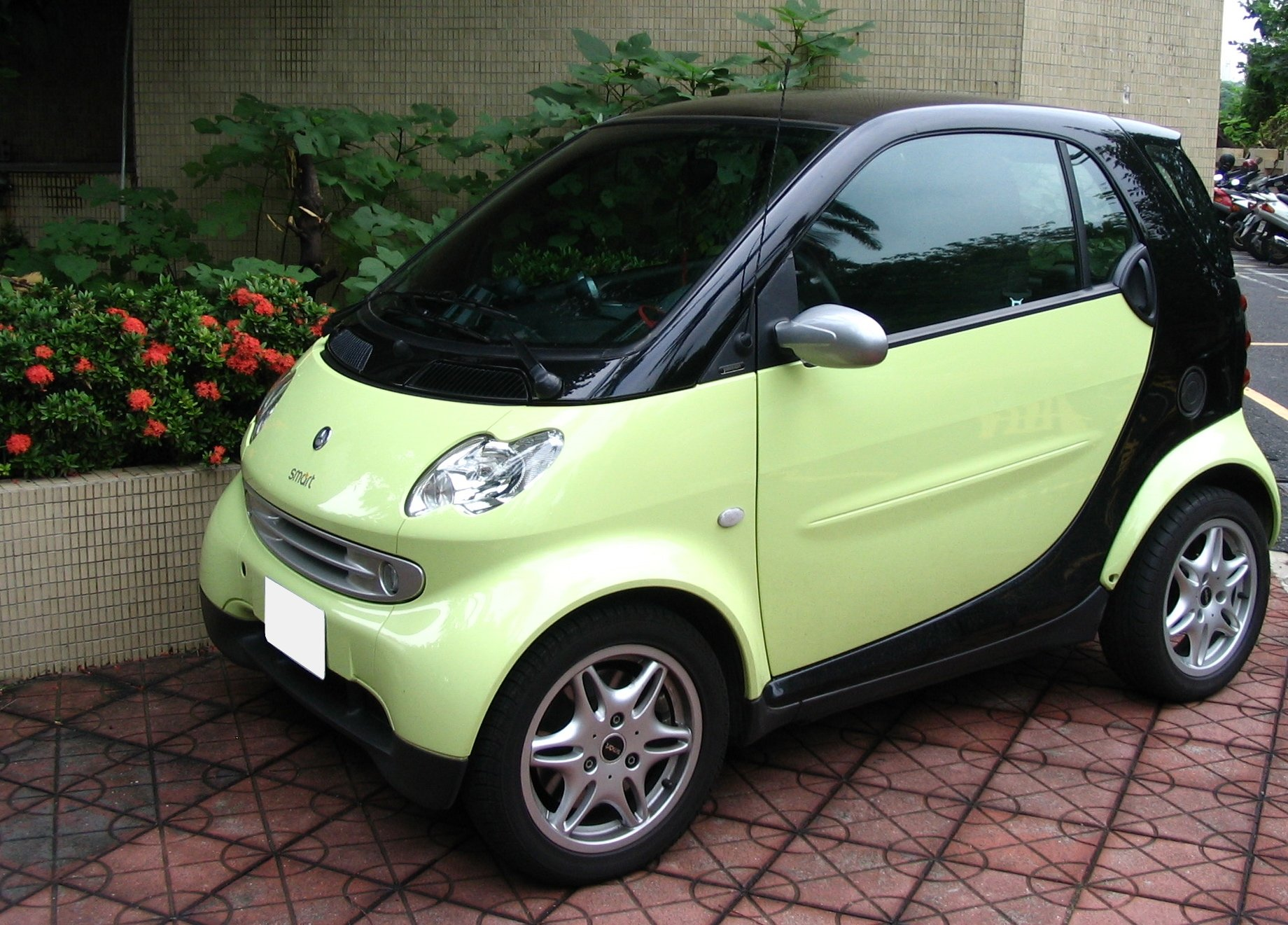
Smart Fortwo coupé (Facelift)

La segona generació va conservar la denominació Fortwo. Va ser posada a la venda el 2007, és 195 mm més llarga (2695 contra 2500 mm), fet que suposa un inconvenient (enfront de la versió anterior) per estacionar en bateria on altres automòbils aparquen en fila. No obstant això aquest increment en la longitud va possibilitar la seva homologació per al mercat nord-americà.

#### Motoritzacions
- 1.0 de 61 cv
- 1.0 de 71 cv
- 1.0 turbo de 84 cv
- 1.0 turbo Brabus de 102 cv
- 0,8 CDI de 54 cv

### Tercera generació C453 (2014-actualitat)

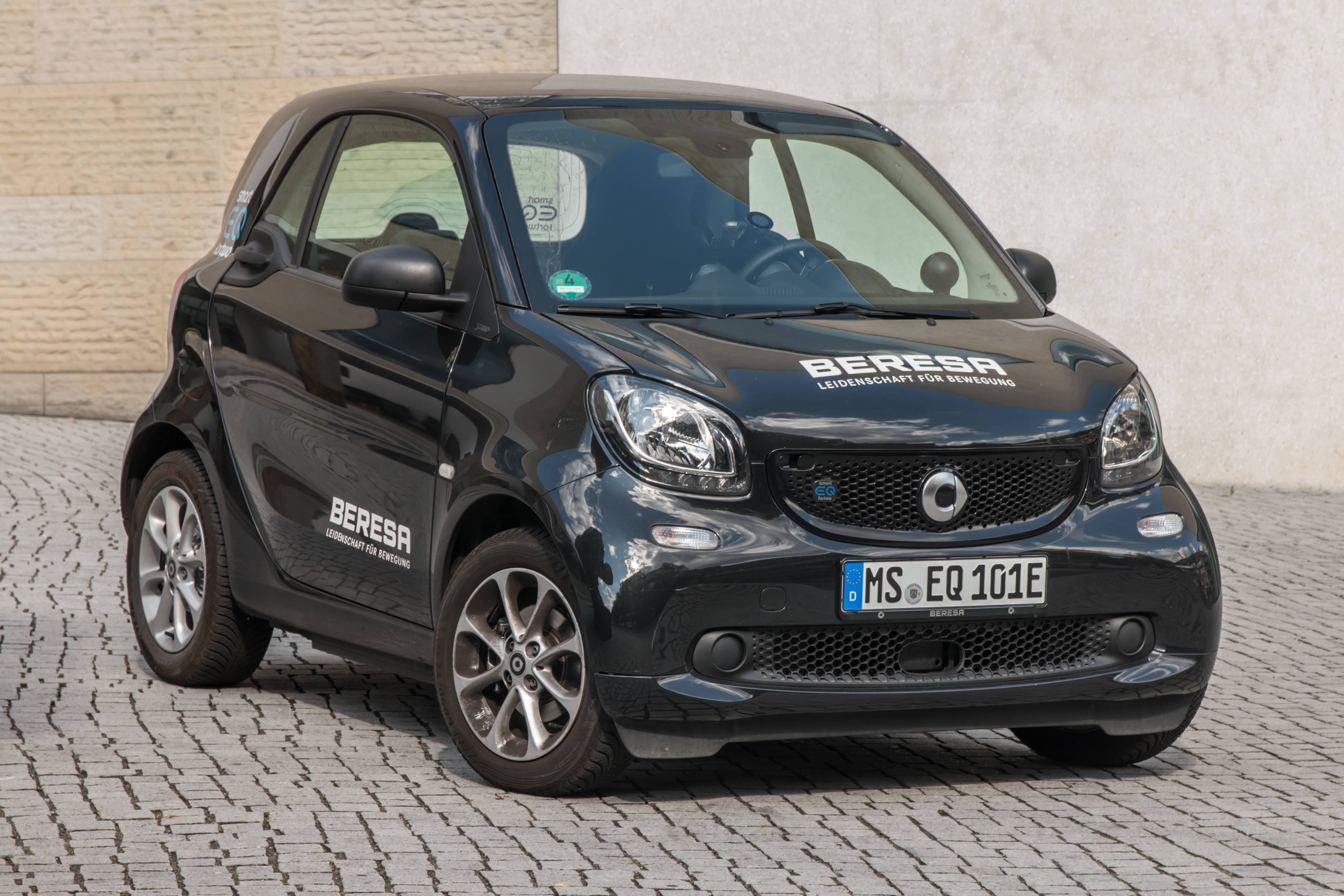
Smart EQ Fortwo (C453)

La tercera generació es va posar a la venda a partir de novembre de 2014.
El nou Smart conserva les mides de la segona generació, però dona un salt qualitatiu incorporant millors qualitats i acabats. Més d'acord amb la filosofía Mercedes-Benz.
Després d'uns anys sense produir-se, es torna a comercialitzar el Forfour, la variant de 4 places i 4 portes. El Fourfour comparteix plataforma i mecànica amb el Renault Twingo.
La motorització de tots els Smart passa a ser Renault (en l'anterior generació i després dels problemes de la primera generació s'havia decidit incorporar motors Mitsubishi).
A partir de 2019 únicament es fabricaran Smart elèctrics, en una aposta clara per la innovació i l'ecologia.

## Ecologia
La Universitat de Cardiff és un centre de renom per a la Investigació de la Indústria automotriu ( Centre for Automotive Industry Research  - CAIR) i el Centre de Relacions Comercials, Responsabilitat, Sostenibilitat i Societat (ESRC  Centre for Business Relationships, Accountability, Sustainability and Society  - BRASS) s'han combinat amb el consultor de la indústria automotriu Clifford Thames Ltd per produir una qualificació ambiental per a vehicles que mesura l'impacte real en el medi ambient de tots els cotxes nous actualment en venda a Anglaterra i el Smart Fortwo Coupé és, dins de la gamma general de vehicles, el vehicle amb menor impacte ambiental de tots els que es fabriquen actualment.

## La fàbrica
Tots els Smart Fortwo han estat produïts fins ara a la fàbrica de la companyia a Hambach (França). El concepte innovador que va suposar el vehicle Smart en el seu llançament és traslladat a la fàbrica demostrant com una aposta eficaç l'innovador sistema de producció. Aquest es basa en la integració dels proveïdors al voltant o fins i tot dins de la mateixa fàbrica que suposa una fabricació molt ràpida, rendible i ecològica.
La disposició única de la línia de fabricació a la planta de Hambach limita a 10 metres la distància entre el lloc de lliurament de material i la cadena de muntatge. Els 140 llocs de muntatge es recorren en només quatre hores i mitja. La concepció de la fàbrica és un reflex del principi de construcció modular característic de tots els vehicles Smart.
La planta de Smart ha evolucionat paral·lelament a la gamma de vehicles de la marca, des de l'única versió benzina del Smart Fortwo en origen, fins a l'àmplia gamma de més de 50 versions diferents així com multitud d'opcions actuals del Smart Fortwo. En aquesta mateixa fàbrica es va dur també a terme la producció dels models Smart Roadster i el Smart Roadster-Coupé entre gener de 2003 i novembre de 2006 en una segona línia de muntatge posada en marxa a aquest efecte.

## Curiositats
Hi ha un Record Guinness oficial i homologat del nombre de persones que entren en un Smart (Smart Fortwo de primera generació) que està actualment en 19.